# ADO Den Haag in het seizoen 2015/16 (mannen)
Het seizoen 2015/2016 was het 111e jaar in het bestaan van de Haagse voetbalclub ADO Den Haag. De Hagenezen namen deel aan de Eredivisie en het toernooi om de KNVB beker. Dit voetbaljaar stond in het teken van de onrust bij de directie en de clubleiding op financieel gebied. Het geld van de Chinese eigenaar Hui Wang kwam uiteindelijk in april en in diezelfde maand werd Mattijs Manders de vervanger van Jan-Willem Wigt als Algemeen Directeur. ADO kwam op sportief gebied niet in de problemen en eindigde op de elfde plaats. Aankoop Mike Havenaar ontpopte zich tot clubtopscorer met 16 doelpunten in de Eredivisie. Ook maakte doelman Martin Hansen een doelpunt met zijn hak (!) in blessuretijd in het duel tegen kampioen PSV; dit doelpunt werd verkozen tot 'FOX Sports doelpunt van het seizoen'.

## Samenvatting seizoen

### Voorafgaand aan het seizoen
- In januari werd Ludcinio Marengo al vastgelegd. De aanvaller kwam transfervrij over van FC Volendam en tekende voor drie seizoenen.
- Aan het eind van het voorafgaande seizoen werd er afscheid genomen van Malcolm Esajas, Richelo Fecunda, Ninos Gouriye, Ricky van Haaren, Papito Merencia, Mitchell Schet en Mitchell de Vlugt. Allen vertrokken transfervrij. Ook de gehuurde Wilson Eduardo en Oleksandr Iakovenko keerden niet meer terug naar Den Haag. Ondanks een doorlopend contract vertrok ook Sem de Wit transfervrij.
- Verder maakte Guy Smith de overstap naar VV Noordwijk en werd Robin Buwalda nog één seizoen verhuurd aan VVV-Venlo.
- Vanuit de eigen jeugd stroomden Hector Hevel, Gervane Kastaneer en Dylan Nieuwenhuijs definitief door naar het eerste elftal.
- Eind juni stelde ADO ook een nieuwe technisch manager aan: John Metgod. Hij vervangt Rob Meppelink, die zich alleen maar wilde focussen op zijn rol als hoofd jeugdopleidingen.
- Maandag 29 juni kwam de Haagse club met nieuw transfernieuws; Édouard Duplan kwam over van FC Utrecht. De Franse aanvaller tekende een contract voor drie seizoenen.
- 1 juli leek Wilfried Kanon te vertrekken naar het Franse Lille OSC. De Ivoriaan, die in 2014 met dat land de Afrika Cup won, zou naar verluidt voor een half miljoen euro de club verlaten, maar kwam niet door de keuring in Frankrijk heen. Hierdoor bleef de verdediger bij ADO.
- Ook Mike van Duinen verliet Den Haag. De aanvaller tekende een contract voor vier seizoenen bij het Duitse Fortuna Düsseldorf. Michiel Kramer, topscorer van het voorgaande seizoen, leek voor drie jaar te vertrekken naar Baniyas SC. Deze transfer ging echter niet door wegens betalingsproblemen van de club uit de Verenigde Arabische Emiraten. Na de mislukte overgang van Wilfried Kanon naar Lille OSC was dit al de tweede transfer deze zomer die uiteindelijk niet doorging.
- Een paar dagen later haalde ADO al een aanvallende versterking. Kenji Gorré, zoon van Dean Gorré, werd voor een jaar gehuurd van Swansea City AFC. Bij de middenvelder/aanvaller zat ook een optie tot koop.
- Ondertussen speelde ADO twee oefenwedstrijden. HVV Laakkwartier werd verslagen met 1-12, mede door vijf doelpunten van Giovanni Korte. Van 'Topklasser' SVV Scheveningen werd met 0-2 gewonnen door goals van diezelfde Korte en Xander Houtkoop.
- Op 10 juli tekenden talenten Hector Hevel en Rody de Boer hun eerste profcontracten. Hevel tekende voor twee seizoenen met een optie voor nog een jaar; De Boer tekende ook voor twee jaar. Diezelfde dag verloor ADO de oefenwedstrijd tegen Burton Albion FC met 0-1.
- ADO ging dit seizoen traditioneel weer op trainingskamp naar Leende. Henk Fraser nam onder andere proefspelers Matthew Steenvoorden en Vitor Saba mee.
- Meer contractnieuws was er op 22 juli. Ruben Schaken kwam transfervrij over van Inter Bakoe. De aanvaller tekende voor twee seizoenen. Ook verlengde Aaron Meijers zijn contract. De verdediger/middenvelder bleef hierdoor tot 2018 bij ADO.

### Augustus
- De Haagse ploeg raakte nog twee aanvallers kwijt. Vleugelspeler Xander Houtkoop vertrok naar SC Cambuur. Ook Michiel Kramer kreeg alsnog zijn transfer. De spits vertrok niet naar het Midden-Oosten, maar naar Feyenoord.
- Mike Havenaar werd de nieuwe spits van ADO. De Japanner van Nederlandse afkomst tekende voor drie seizoenen en kwam over van HJK Helsinki.
- Een memorabel doelpunt van doelman Martin Hansen bezorgde ADO een punt tegen PSV. In het Kyocera Stadion eindigde de openingswedstrijd op dinsdagavond in 2-2. De Deense keeper scoorde met de hak in de vijfde minuut van de blessuretijd nadat hij mee naar voren was gegaan voor een vrije trap. Roland Alberg maakte eerder al, via een strafschop, de eerste Haagse treffer van het seizoen.
- Zaterdag 15 augustus won ADO voor het eerst dit seizoen. De wedstrijd tegen FC Twente eindigde maar liefst in 1-4. Naast Vito Wormgoor, scoorden nieuwkomers Mike Havenaar, Ruben Schaken en Édouard Duplan.
- Diezelfde avond werd voetbalcommentator Ronald van der Geer voorgesteld als de nieuwe perschef van de Haagse club.
- 20 augustus keerde cultheld Tom Beugelsdijk na één jaar afwezigheid weer terug in Den Haag. De boomlange verdediger kwam over van FSV Frankfurt en tekende voor drie seizoenen.
- Zondag de 23e kwam ADO in het Haags Kwartiertje naast FC Utrecht: 1-1. Mike Havenaar kopte de thuisploeg naar een punt waardoor ADO dit seizoen nog ongeslagen bleef.
- De eerste nederlaag van het seizoen leed ADO tegen Ajax. In de Amsterdam Arena werd er met 4-0 verloren.

### September
- ADO liet in de vijfde competitiewedstrijd van het seizoen punten liggen. Thuis werd er van Heracles Almelo verloren met 0-1.
- Zaterdag 19 september verloor ADO voor de derde competitiewedstrijd op rij. In Overijssel werd er verloren van PEC Zwolle met 2-1, ondanks de voorsprong door de goal van Mike Havenaar. Tijdens dit duel liep invaller Giovanni Korte een hersenschudding op.
- De dinsdag daarna blameerde de Haagse ploeg zich door in de KNVB Beker te worden uitgeschakeld door de amateurs van SC Genemuiden. De Hoofdklasser won met strafschoppen nadat de wedstrijd na 120 minuten spelen in 3-3 eindigde.
- 24 september bevestigde ADO dat de Chinese trainer Gao Hongbo dit seizoen de club zou ondersteunen als adviseur.
- Ook de 27e werd er niet gewonnen. Ondanks dat ADO drie maal op voorsprong kwam, pakte SBV Excelsior een competitiepunt: 3-3.

### Oktober
- Het contract van hoofdtrainer Henk Fraser werd 2 oktober met een jaar verlengd. Fraser lag hierdoor tot 2017 vast in de hofstad.
- In Nijmegen werd een flinke nederlaag geleden. Van NEC werd op 3 oktober met 4-1 verloren.
- Tijdens de interlandperiode, waarin het Nederlands Elftal vergat zich te plaatsen voor het EK in 2016, speelde ADO een oefenwedstrijd tegen FC Volendam. De wedstrijd eindigde in het Kyocera Stadion in 2-1.
- 15 oktober kreeg boegbeeld Lex Schoenmaker te horen dat hij zich niet langer met de technische zaken van de club mag bemoeien. Schoenmaker was vanaf 2007, sinds hij als trainer stopte, technisch adviseur van ADO.
- De eerste thuisoverwinning van het seizoen viel nog niet op 18 oktober. Tegen promovendus De Graafschap werd het teleurstellend 1-1.
- Ook in Leeuwarden werd er niet gewonnen. In de 10e speelronde speelde ADO met 1-1 gelijk tegen SC Cambuur.

### November
- Op 1 november behaalde ADO Den Haag de eerste thuisoverwinning van het seizoen. Nummer twee op de ranglijst Feyenoord werd met 1-0 verslagen.
- In de uitwedstrijd tegen Roda JC Kerkrade pakte ADO een punt: 1-1. Spits Mike Havenaar maakte zijn achtste doelpunt van het seizoen.
- Ook tegen Vitesse werd gelijkgespeeld: 2-2. ADO kwam twee keer terug van een achterstand door doelpunten van Ruben Schaken en Timothy Derijck.
- Op 29 november verloor ADO weer eens een wedstrijd. Van FC Groningen werd met 2-1 verloren, ondanks de voorsprong die ADO had door de goal van Édouard Duplan.

### December
- ADO versloeg vrijdag 4 december AZ met 0-1 door het doelpunt van Danny Bakker. Wel viel clubtopscorer Mike Havenaar uit met een ribblessure.
- Een week later pakte ADO een punt thuis tegen Willem II (1-1) en steeg daarmee naar de twaalfde plaats. Kevin Jansen opende de score, Dion Malone kreeg een rode kaart.
- SC Heerenveen werd verpletterd in de laatste wedstrijd voor de winterstop. Door doelpunten van Aaron Meijers, Danny Bakker, Tom Beugelsdijk en Kevin Jansen won ADO met 0-4. Het betekende halverwege het seizoen de tiende plaats in de Eredivisie.

### Januari
- Op het trainingskamp in Spanje werd in een oefenwedstrijd verloren van KV Mechelen met 1-0.
- 17 januari 2016 ging het thuisduel tegen Ajax verloren: 0-1. De wedstrijd werd ontsierd door zogenoemde oerwoudgeluiden.
- De Chinees Lui Jian Hong stapte drie dagen later uit de Raad van Commissarissen van ADO. Hierdoor bleven Hui Wang, Ton Rutgrink, Dolf Segaar en Martin Jol.
- Zondag 24 januari werd SC Cambuur wel thuis verslagen. Door twee doelpunten van Mike Havenaar won ADO met 2-1.
- Gervane Kastaneer werd twee dagen later voor de rest van het seizoen verhuurd aan FC Eindhoven.
- In een doordeweekse speelronde werd met 3-1 verloren van promovendus De Graafschap. Mike Havenaar maakte wel zijn elfde doelpunt van het seizoen.
- Ook Kenji Gorré verliet ADO. De aanvaller werd gehuurd van Swansea City AFC.
- 31 januari werd Feyenoord voor de tweede keer dit seizoen verslagen. In De Kuip was ADO met 0-2 te sterk door doelpunten van Kevin Jansen en Gianni Zuiverloon.

### Februari
- Op de laatste dag van de transferdeadline werd Kyle Ebecilio binnengehaald. De middenvelder werd voor een half jaar gehuurd van FC Twente.
- 2 februari overleed Paul Beyersbergen op 49-jarige leeftijd ten gevolge van een auto-ongeluk.[1] Beyersbergen was samen met Mark van der Kallen onder meer jarenlang aandeelhouder van ADO voordat de club werd overgenomen door Hui Wang.
- Op 3 februari werd Gao Hongbo, die de club in december verlaten had, benoemd tot interim-bondscoach van het Chinees voetbalelftal voor de laatste WK-kwalificatiewedstrijden in maart.
- Middenvelder Roland Alberg vertrok nog, buiten de Nederlandse transferperiode, naar het Amerikaanse Philadelphia Union.
- ADO speelde dit seizoen ook in het thuisduel tegen Roda JC Kerkrade gelijk: 2-2. Kevin Jansen en Timothy Derijck scoorden.
- Een spektakelstuk in het Haags Kwartiertje bezorgde ADO de overwinning in de uitwedstrijd tegen SBV Excelsior. Vooral dankzij debutant Dennis van der Heijden, die maar liefst twee keer scoorde, boog ADO een achterstand om in een 2-4 overwinning.

### Maart
- Tegen FC Utrecht wist ADO een 2-0 achterstand nog om te buigen in een gelijkspel. Dankzij goals van Danny Bakker en Mike Havenaar werd het 2-2. Hierdoor steeg ADO naar de tiende plek op de ranglijst.
- ADO pakte in de slotminuut tegen NEC Nijmegen de volle buit. Invaller Dion Malone schoot de Hagenaars naar een 1-0 overwinning.
- In maart wordt doorgaans besloten welke aflopende contracten worden verlengd. De opties in de contracten van doelman Martin Hansen en verdediger Tyronne Ebuehi werden gelicht. Zij stonden hierdoor tot de zomer van 2018 onder contract bij ADO. Ook kreeg spits Dennis van der Heijden zijn eerste profcontract. Hij tekende tot de zomer van 2019.

### April
- Op 1 april 2016 meldde ADO dat het ruim 2 miljoen euro binnen had gekregen van eigenaar Hui Wang en zijn bedrijf United Vansen. Een week later plaatste de KNVB de Haagse club hierdoor in de financiële Categorie 2.
- ADO verloor, ondanks de man-meer-situatie, thuis van FC Groningen op 3 april met 0-1.
- 9 april pakte ADO een punt in Arnhem. Tegen Vitesse werd het 2-2 dankzij een doelpunt van Mike Havenaar en een eigen goal van Vitesse.
- Een week later wist ADO te winnen van Willem II: 0-2. Weer gebeurde dit dankzij een goal van Mike Havenaar en een eigen doelpunt van de tegenstander.
- In een midweekse speelronde verloor ADO van AZ met 1-2. Tom Beugelsdijk maakte de Haagse treffer.

### Mei
- In speelronde 33 speelde ADO gelijk tegen Heracles Almelo: 1-1. Édouard Duplan maakte de openingstreffer in het duel.
- ADO wist in de laatste speelronde gelijk te spelen tegen SC Heerenveen met 1-1. De Haagse treffer werd gemaakt door clubtopscorer Mike Havenaar. Door het gelijkspel eindigde ADO op de 11e plek in de Eredivisie.

## Selectie en staf

### Selectie 2015/16
| #  | Naam                   | Land       | Positie      | Bij ADO sinds  | Contract tot | E. | Voetbal | Kreeg geel | Kreeg voor de tweede keer geel en dus rood | Weggestuurd | B. | Voetbal | Kreeg geel | Kreeg voor de tweede keer geel en dus rood | Weggestuurd | T. | Voetbal | Kreeg geel | Kreeg voor de tweede keer geel en dus rood | Weggestuurd |
| -- | ---------------------- | ---------- | ------------ | -------------- | ------------ | -- | ------- | ---------- | ------------------------------------------ | ----------- | -- | ------- | ---------- | ------------------------------------------ | ----------- | -- | ------- | ---------- | ------------------------------------------ | ----------- |
| 2  | Dion Malone            | Nederland  | Verdediger   | Zomer 2012     | Zomer 2017   | 25 | 1       | 5          | 0                                          | 1           | 1  | 0       | 0          | 0                                          | 0           | 26 | 1       | 5          | 0                                          | 1           |
| 3  | Vito Wormgoor          | Nederland  | Verdediger   | Zomer 2012     | Zomer 2016   | 23 | 2       | 3          | 0                                          | 0           | 1  | 0       | 0          | 0                                          | 0           | 24 | 2       | 3          | 0                                          | 0           |
| 7  | Kevin Jansen           | Nederland  | Middenvelder | Zomer 2012     | Zomer 2017   | 28 | 5       | 5          | 0                                          | 0           | 1  | 0       | 0          | 0                                          | 0           | 29 | 5       | 5          | 0                                          | 0           |
| 8  | Aaron Meijers          | Nederland  | Verdediger   | Zomer 2012     | Zomer 2018   | 31 | 1       | 7          | 0                                          | 0           | 1  | 0       | 0          | 0                                          | 0           | 32 | 1       | 7          | 0                                          | 0           |
| 22 | Robert Zwinkels        | Nederland  | Doelman      | Zomer 2005     | Zomer 2016   | 1  | 0       | 0          | 0                                          | 0           | 1  | 0       | 0          | 0                                          | 0           | 2  | 0       | 0          | 0                                          | 0           |
| 51 | Gianni Zuiverloon      | Nederland  | Verdediger   | Zomer 2013     | Zomer 2016   | 22 | 2       | 4          | 0                                          | 0           | 1  | 0       | 0          | 0                                          | 0           | 23 | 2       | 4          | 0                                          | 0           |
| 17 | Danny Bakker           | Nederland  | Middenvelder | Winter 2012/13 | Zomer 2018   | 33 | 3       | 7          | 0                                          | 0           | 0  | 0       | 0          | 0                                          | 0           | 33 | 3       | 7          | 0                                          | 0           |
| 10 | Mathias Gehrt          | Denemarken | Middenvelder | Zomer 2013     | Zomer 2017   | 0  | 0       | 0          | 0                                          | 0           | 0  | 0       | 0          | 0                                          | 0           | 0  | 0       | 0          | 0                                          | 0           |
| 5  | Wilfried Kanon         | Ivoorkust  | Verdediger   | Zomer 2013     | Zomer 2017   | 14 | 0       | 1          | 0                                          | 0           | 0  | 0       | 0          | 0                                          | 0           | 14 | 0       | 1          | 0                                          | 0           |
| 14 | Giovanni Korte         | Nederland  | Aanvaller    | Zomer 2011     | Zomer 2016   | 17 | 0       | 0          | 0                                          | 0           | 0  | 0       | 0          | 0                                          | 0           | 17 | 0       | 0          | 0                                          | 0           |
| 6  | Thomas Kristensen      | Denemarken | Middenvelder | Zomer 2014     | Zomer 2016   | 18 | 1       | 1          | 0                                          | 0           | 1  | 0       | 0          | 0                                          | 0           | 19 | 1       | 1          | 0                                          | 0           |
| 1  | Martin Hansen          | Denemarken | Doelman      | Zomer 2014     | Zomer 2018   | 33 | 1       | 2          | 0                                          | 0           | 0  | 0       | 0          | 0                                          | 0           | 33 | 1       | 2          | 0                                          | 0           |
| 4  | Timothy Derijck        | België     | Middenvelder | Zomer 2014     | Zomer 2016   | 27 | 3       | 3          | 0                                          | 0           | 0  | 0       | 0          | 0                                          | 0           | 27 | 3       | 3          | 0                                          | 0           |
| 28 | Tyronne Ebuehi         | Nederland  | Verdediger   | Zomer 2014     | Zomer 2018   | 14 | 0       | 1          | 0                                          | 0           | 1  | 0       | 0          | 0                                          | 0           | 15 | 0       | 1          | 0                                          | 0           |
| 18 | Tim Coremans           | Nederland  | Doelman      | Zomer 2014     | Zomer 2016   | 0  | 0       | 0          | 0                                          | 0           | 0  | 0       | 0          | 0                                          | 0           | 0  | 0       | 0          | 0                                          | 0           |
| 30 | Segun Owobowale        | Nederland  | Aanvaller    | Zomer 2014     | Zomer 2016   | 0  | 0       | 0          | 0                                          | 0           | 0  | 0       | 0          | 0                                          | 0           | 0  | 0       | 0          | 0                                          | 0           |
| 31 | Hector Hevel           | Nederland  | Middenvelder | Zomer 2014     | Zomer 2017   | 3  | 0       | 0          | 0                                          | 0           | 0  | 0       | 0          | 0                                          | 0           | 3  | 0       | 0          | 0                                          | 0           |
| 11 | Ludcinio Marengo       | Nederland  | Aanvaller    | Zomer 2015     | Zomer 2018   | 21 | 0       | 1          | 0                                          | 0           | 1  | 1       | 1          | 0                                          | 0           | 22 | 1       | 2          | 0                                          | 0           |
| 24 | Rody de Boer           | Nederland  | Doelman      | Zomer 2015     | Zomer 2017   | 0  | 0       | 0          | 0                                          | 0           | 0  | 0       | 0          | 0                                          | 0           | 0  | 0       | 0          | 0                                          | 0           |
| 27 | Dylan Nieuwenhuijs     | Nederland  | Middenvelder | Zomer 2015     | Zomer 2016   | 0  | 0       | 0          | 0                                          | 0           | 0  | 0       | 0          | 0                                          | 0           | 0  | 0       | 0          | 0                                          | 0           |
| 21 | Édouard Duplan         | Frankrijk  | Aanvaller    | Zomer 2015     | Zomer 2018   | 31 | 3       | 6          | 0                                          | 1           | 1  | 0       | 0          | 0                                          | 0           | 32 | 3       | 6          | 0                                          | 1           |
| 20 | Ruben Schaken          | Nederland  | Aanvaller    | Zomer 2015     | Zomer 2017   | 29 | 2       | 5          | 0                                          | 0           | 0  | 0       | 0          | 0                                          | 0           | 29 | 2       | 5          | 0                                          | 0           |
| 9  | Mike Havenaar          | Japan      | Aanvaller    | Zomer 2015     | Zomer 2018   | 31 | 16      | 3          | 0                                          | 0           | 1  | 1       | 0          | 0                                          | 0           | 32 | 17      | 3          | 0                                          | 0           |
| 25 | Tom Beugelsdijk        | Nederland  | Verdediger   | Zomer 2015     | Zomer 2018   | 24 | 2       | 4          | 0                                          | 0           | 0  | 0       | 0          | 0                                          | 0           | 24 | 2       | 4          | 0                                          | 0           |
| 15 | Kyle Ebecilio          | Nederland  | Middenvelder | Winter 2015/16 | Zomer 2016   | 6  | 0       | 2          | 0                                          | 0           | 0  | 0       | 0          | 0                                          | 0           | 6  | 0       | 2          | 0                                          | 0           |
| 19 | Dennis van der Heijden | Nederland  | Aanvaller    | Winter 2015/16 | Zomer 2019   | 9  | 2       | 0          | 0                                          | 0           | 0  | 0       | 0          | 0                                          | 0           | 9  | 2       | 0          | 0                                          | 0           |

### Verhuurde spelers
| #  | Naam              | Land      | Positie    | Bij ADO sinds  | Contract tot | E. | Voetbal | Kreeg geel | Kreeg voor de tweede keer geel en dus rood | Weggestuurd | B. | Voetbal | Kreeg geel | Kreeg voor de tweede keer geel en dus rood | Weggestuurd | T. | Voetbal | Kreeg geel | Kreeg voor de tweede keer geel en dus rood | Weggestuurd |
| -- | ----------------- | --------- | ---------- | -------------- | ------------ | -- | ------- | ---------- | ------------------------------------------ | ----------- | -- | ------- | ---------- | ------------------------------------------ | ----------- | -- | ------- | ---------- | ------------------------------------------ | ----------- |
| 20 | Robin Buwalda     | Nederland | Verdediger | Winter 2011/12 | Zomer 2016   | 0  | 0       | 0          | 0                                          | 0           | 0  | 0       | 0          | 0                                          | 0           | 0  | 0       | 0          | 0                                          | 0           |
| 33 | Gervane Kastaneer | Nederland | Aanvaller  | Zomer 2013     | Zomer 2017   | 5  | 0       | 0          | 0                                          | 0           | 1  | 0       | 0          | 0                                          | 0           | 6  | 0       | 0          | 0                                          | 0           |

### Tussentijds vertrokken spelers
| #  | Naam          | Land      | Positie      | Bij ADO sinds | Contract tot | E. | Voetbal | Kreeg geel | Kreeg voor de tweede keer geel en dus rood | Weggestuurd | B. | Voetbal | Kreeg geel | Kreeg voor de tweede keer geel en dus rood | Weggestuurd | T. | Voetbal | Kreeg geel | Kreeg voor de tweede keer geel en dus rood | Weggestuurd |
| -- | ------------- | --------- | ------------ | ------------- | ------------ | -- | ------- | ---------- | ------------------------------------------ | ----------- | -- | ------- | ---------- | ------------------------------------------ | ----------- | -- | ------- | ---------- | ------------------------------------------ | ----------- |
| 23 | Roland Alberg | Nederland | Middenvelder | Zomer 2013    | Zomer 2016   | 13 | 1       | 3          | 0                                          | 0           | 1  | 0       | 0          | 0                                          | 0           | 14 | 1       | 3          | 0                                          | 0           |
| 12 | Kenji Gorré   | Nederland | Aanvaller    | Zomer 2015    | Zomer 2016   | 5  | 0       | 0          | 0                                          | 0           | 1  | 1       | 1          | 0                                          | 0           | 6  | 1       | 1          | 0                                          | 0           |

### Transfers
Zomer 2015: aangetrokken:
- Tom Beugelsdijk → FSV Frankfurt
- Rody de Boer → eigen gelederen
- Édouard Duplan → FC Utrecht
- Kenji Gorré → Swansea City AFC (gehuurd)
- Mike Havenaar → HJK Helsinki
- Giovanni Korte → FC Dordrecht (was verhuurd)
- Ludcinio Marengo → FC Volendam
- Dylan Nieuwenhuijs → eigen gelederen
- Ruben Schaken → Inter Bakoe

Zomer 2015: vertrokken:
- Robin Buwalda → VVV-Venlo (opnieuw verhuurd)
- Mike van Duinen → Fortuna Düsseldorf
- Wilson Eduardo → Sporting Braga (was gehuurd van Sporting Lissabon)
- Malcolm Esajas → FC Den Bosch (was verhuurd aan RKC Waalwijk)
- Richelo Fecunda → HBS-Craeyenhout
- Ninos Gouriye → Astra Giurgiu (was verhuurd aan Excelsior)
- Ricky van Haaren → Dinamo Boekarest (was verhuurd aan FC Dordrecht)
- Xander Houtkoop → SC Cambuur
- Oleksandr Iakovenko → Fiorentina (was gehuurd)
- Michiel Kramer → Feyenoord
- Papito Merencia → RVVH (amateurs)
- Mitchell Schet → AS Trenčín
- Guy Smith → VV Noordwijk (amateurs)
- Mitchell de Vlugt → Haaglandia (amateurs)
- Sem de Wit → SC Cambuur (was verhuurd aan Fortuna Sittard)

Winter 2015/16: aangetrokken:
- Kyle Ebecilio → FC Twente (gehuurd, was verhuurd aan Nottingham Forest FC)
- Dennis van der Heijden → eigen gelederen

Winter 2015/16: vertrokken:
- Roland Alberg → Philadelphia Union
- Kenji Gorré → Swansea City AFC (was gehuurd)
- Gervane Kastaneer → FC Eindhoven (verhuurd)

### Technische staf
|                    | Naam               | Functie                 | Contract tot |
| ------------------ | ------------------ | ----------------------- | ------------ |
| Vlag van Nederland | Henk Fraser        | Hoofdtrainer            | Zomer 2017   |
| Vlag van Nederland | Ekrem Kahya        | Assistent-trainer       | Zomer 2016   |
| Vlag van Nederland | Arno van Zwam      | Assistent-trainer       | Zomer 2016   |
| Vlag van Nederland | Arno van Zwam      | Keeperstrainer          | Zomer 2016   |
| Vlag van Nederland | Rob Meppelink      | Hoofd jeugdopleidingen  |              |
| Vlag van Portugal  | Dino Nunes         | Verzorger               |              |
| Vlag van Nederland | Rob Ravestein      | Materiaalman            |              |
| Vlag van Nederland | Rob Ravestein      | Logistics               |              |
| Vlag van Nederland | Nol Hornix         | Loop- en hersteltrainer |              |
| Vlag van Nederland | Jillis Zevenbergen | Teammanager             |              |
| Vlag van Nederland | Edwin Coret        | Fysiotherapeut          |              |
| Vlag van Nederland | Ed Beeftink        | Clubarts                |              |
| Vlag van Nederland | Philip Nijgh       | Spelersbegeleider       |              |

Als (assistent-)trainer van verschillende jeugdelftallen zijn oud-spelers van ADO te vinden, onder meer: Aleksandar Ranković, Rick Hoogendorp, Richard Knopper en Santi Kolk. Daarnaast is Ed de Goeij de nieuwe keeperstrainer voor de jeugd.

### Directie
|                    | Naam                 | Functie                                       |
| ------------------ | -------------------- | --------------------------------------------- |
| Vlag van China     | Wang Hui             | Eigenaar                                      |
| Vlag van Nederland | Henk Jagersma        | Voorzitter                                    |
| Vlag van Nederland | Jan Willem Wigt      | Algemeen directeur                            |
|                    | nvt.                 | Technisch directeur                           |
| Vlag van Nederland | John Metgod          | Technisch manager                             |
| Vlag van Nederland | Leon de Geus         | Financieel manager                            |
| Vlag van Nederland | Peter Berg           | Commercieel manager                           |
| Vlag van Nederland | Ron de Visser        | Manager Hospitality & Events                  |
| Vlag van Nederland | Marcel van der Holst | Manager Veiligheid & Wedstrijdorganisatie     |
| Vlag van Nederland | Ruud Mansveld        | Manager Merchandise, Marketing & Communicatie |

## Statistieken ADO Den Haag in het seizoen 2015/16

### Clubtopscorers 2015/16
| #   | Naam                        | Doelpunten | Doelpunten | Doelpunten | Assists    | Assists    | Assists |
| #   | Naam                        | Eredivisie | KNVB Beker | Totaal     | Eredivisie | KNVB Beker | Totaal  |
| --- | --------------------------- | ---------- | ---------- | ---------- | ---------- | ---------- | ------- |
| 1.  | Mike Havenaar               | 16         | 1          | 17         | 3          | 0          | 3       |
| 2.  | Kevin Jansen                | 5          | 0          | 5          | 1          | 0          | 1       |
| 3.  | Édouard Duplan              | 3          | 0          | 3          | 11         | 1          | 12      |
| 4.  | Danny Bakker                | 3          | 0          | 3          | 2          | 0          | 2       |
| 5.  | Timothy Derijck             | 3          | 0          | 3          | 1          | 0          | 1       |
| 6.  | Ruben Schaken               | 2          | 0          | 2          | 2          | 0          | 2       |
| 7.  | Gianni Zuiverloon           | 2          | 0          | 2          | 1          | 0          | 1       |
| 8.  | Tom Beugelsdijk             | 2          | 0          | 2          | 0          | 0          | 0       |
| 9.  | Dennis van der Heijden      | 2          | 0          | 2          | 0          | 0          | 0       |
| 10. | Vito Wormgoor               | 2          | 0          | 2          | 0          | 0          | 0       |
| 11. | Aaron Meijers               | 1          | 0          | 1          | 3          | 0          | 3       |
| 12. | Roland Alberg               | 1          | 0          | 1          | 1          | 0          | 1       |
| 13. | Kenji Gorré                 | 0          | 1          | 1          | 1          | 0          | 1       |
| 14. | Dion Malone                 | 1          | 0          | 1          | 1          | 0          | 1       |
| 15. | Martin Hansen               | 1          | 0          | 1          | 0          | 0          | 0       |
| 16. | Thomas Kristensen           | 1          | 0          | 1          | 0          | 0          | 0       |
| 17. | Ludcinio Marengo            | 0          | 1          | 1          | 0          | 0          | 0       |
| 18. | Giovanni Korte              | 0          | 0          | 0          | 2          | 0          | 2       |
| 19. | Tyronne Ebuehi              | 0          | 0          | 0          | 0          | 1          | 1       |
| 20. | Wilfried Kanon              | 0          | 0          | 0          | 1          | 0          | 1       |
| 21. | Eigen doelpunt tegenstander | 3          | 0          | 3          | -          | -          | -       |

### Doelmannen 2015/16
| #  | Naam            | Eredivisie  | Eredivisie       | Eredivisie      | Eredivisie                 | KNVB Beker  | KNVB Beker       | KNVB Beker      | KNVB Beker                 |
| #  | Naam            | Wedstrijden | Doelpunten tegen | De nul gehouden | Strafschoppen niet in doel | Wedstrijden | Doelpunten tegen | De nul gehouden | Strafschoppen niet in doel |
| -- | --------------- | ----------- | ---------------- | --------------- | -------------------------- | ----------- | ---------------- | --------------- | -------------------------- |
| 1. | Martin Hansen   | 33          | 49               | 5×              | 0/2                        | 0           | 0                | 0×              | 0/0                        |
| 2. | Robert Zwinkels | 1           | 0                | 1×              | 0/0                        | 1           | 3                | 0×              | 0/0                        |
| 3. | Tim Coremans    | 0           | 0                | 0×              | 0/0                        | 0           | 0                | 0×              | 0/0                        |
| 4. | Rody de Boer    | 0           | 0                | 0×              | 0/0                        | 0           | 0                | 0×              | 0/0                        |

(*) = Het aantal gespeelde minuten / 90 minuten

### Tussenstand ADO Den Haag in Nederlandse Eredivisie 2015/16
| Stand | Gespeeld | Gewonnen | Gelijk | Verloren | Punten | Doelpunten voor | Doelpunten tegen | Gele kaarten | 2× Geel > Rood | Rode kaarten |
| ----- | -------- | -------- | ------ | -------- | ------ | --------------- | ---------------- | ------------ | -------------- | ------------ |
| 11e   | 34       | 10       | 13     | 11       | 43     | 48              | 49               | 64           | 0              | 2            |

### Stand, punten en doelpunten per speelronde 2015/16
| Speelronde              | 1           | 2           | 3           | 4           | 5           | 6           | 7           | 8           | 9           | 10          | 11          | 12          | 13          | 14          | 15          | 16          | 17          | 18          | 19          | 20          | 21          | 22          | 23          | 24          | 25          | 26          | 27          | 28          | 29          | 30          | 31          | 32          | 33          | 34          |
| ----------------------- | ----------- | ----------- | ----------- | ----------- | ----------- | ----------- | ----------- | ----------- | ----------- | ----------- | ----------- | ----------- | ----------- | ----------- | ----------- | ----------- | ----------- | ----------- | ----------- | ----------- | ----------- | ----------- | ----------- | ----------- | ----------- | ----------- | ----------- | ----------- | ----------- | ----------- | ----------- | ----------- | ----------- | ----------- |
| Trainer                 | Henk Fraser | Henk Fraser | Henk Fraser | Henk Fraser | Henk Fraser | Henk Fraser | Henk Fraser | Henk Fraser | Henk Fraser | Henk Fraser | Henk Fraser | Henk Fraser | Henk Fraser | Henk Fraser | Henk Fraser | Henk Fraser | Henk Fraser | Henk Fraser | Henk Fraser | Henk Fraser | Henk Fraser | Henk Fraser | Henk Fraser | Henk Fraser | Henk Fraser | Henk Fraser | Henk Fraser | Henk Fraser | Henk Fraser | Henk Fraser | Henk Fraser | Henk Fraser | Henk Fraser | Henk Fraser |
| Punten per speelronde   | 1           | 3           | 1           | 0           | 0           | 0           | 1           | 0           | 1           | 1           | 3           | 1           | 1           | 0           | 3           | 1           | 3           | 0           | 3           | 0           | 3           | 1           | 3           | 0           | 0           | 3           | 1           | 3           | 0           | 1           | 3           | 0           | 1           | 1           |
| Punten na speelronde    | 1           | 4           | 5           | 5           | 5           | 5           | 6           | 6           | 7           | 8           | 11          | 12          | 13          | 13          | 16          | 17          | 20          | 20          | 23          | 23          | 26          | 27          | 30          | 30          | 30          | 33          | 34          | 37          | 37          | 38          | 41          | 41          | 42          | 43          |
| Stand na speelronde     | 6e          | 3e          | 6e          | 11e         | 12e         | 12e         | 13e         | 15e         | 14e         | 14e         | 13e         | 14e         | 14e         | 14e         | 13e         | 12e         | 10e         | 11e         | 11e         | 12e         | 12e         | 12e         | 11e         | 11e         | 13e         | 11e         | 10e         | 10e         | 10e         | 12e         | 10e         | 11e         | 11e         | 11e         |
| Goals per speelronde    | 2           | 4           | 1           | 0           | 0           | 1           | 3           | 1           | 1           | 1           | 1           | 1           | 2           | 1           | 1           | 1           | 4           | 0           | 2           | 1           | 2           | 2           | 4           | 0           | 0           | 2           | 2           | 1           | 0           | 2           | 2           | 1           | 1           | 1           |
| Goals na speelronde     | 2           | 6           | 7           | 7           | 7           | 8           | 11          | 12          | 13          | 14          | 15          | 16          | 18          | 19          | 20          | 21          | 25          | 25          | 27          | 28          | 30          | 32          | 36          | 36          | 36          | 38          | 40          | 41          | 41          | 43          | 45          | 46          | 47          | 48          |
| Doelsaldo na speelronde | 0           | +3          | +3          | −1          | −2          | −3          | −3          | −6          | −6          | −6          | −5          | −5          | −5          | −6          | −5          | −5          | −1          | −2          | −1          | −3          | −1          | −1          | +1          | −1          | −3          | −2          | −2          | −1          | −2          | −2          | 0           | −1          | −1          | −1          |

### Thuis/uit-verhouding 2015/16
| Tegenstander | Ajax  | AZ    | SC Cambuur | Excelsior | Feyenoord | De Graafschap | FC Groningen | SC Heerenveen | Heracles Almelo | NEC Nijmegen | PEC Zwolle | PSV   | Roda JC Kerkrade | FC Twente | FC Utrecht | Vitesse | Willem II | Punten totaal |
| ------------ | ----- | ----- | ---------- | --------- | --------- | ------------- | ------------ | ------------- | --------------- | ------------ | ---------- | ----- | ---------------- | --------- | ---------- | ------- | --------- | ------------- |
| ADO thuis    | 0 - 1 | 1 - 2 | 2 - 1      | 3 - 3     | 1 - 0     | 1 - 1         | 0 - 1        | 1 - 1         | 0 - 1           | 1 - 0        | 0 - 2      | 2 - 2 | 2 - 2            | 2 - 1     | 1 - 1      | 2 - 2   | 1 - 1     | 20            |
| ADO uit      | 4 - 0 | 0 - 1 | 1 - 1      | 2 - 4     | 0 - 2     | 3 - 1         | 2 - 1        | 0 - 4         | 1 - 1           | 4 - 1        | 2 - 1      | 2 - 0 | 1 - 1            | 1 - 4     | 2 - 2      | 2 - 2   | 0 - 2     | 23            |
| Punten       | 0     | 3     | 4          | 4         | 6         | 1             | 0            | 4             | 1               | 3            | 0          | 1     | 2                | 6         | 2          | 2       | 4         | 43            |

### Toeschouwersaantallen 2015/16
| Tegenstander | Ajax    | AZ     | SC Cambuur | Excelsior | Feyenoord | De Graafschap | FC Groningen | SC Heerenveen | Heracles Almelo | NEC Nijmegen | PEC Zwolle | PSV    | Roda JC Kerkrade | FC Twente | FC Utrecht | Vitesse | Willem II | Totaal (Gem.) |
| ------------ | ------- | ------ | ---------- | --------- | --------- | ------------- | ------------ | ------------- | --------------- | ------------ | ---------- | ------ | ---------------- | --------- | ---------- | ------- | --------- | ------------- |
| ADO thuis    | 14.561  | 13.128 | 10.342     | 10.667    | 14.261    | 10.512        | 11.891       | 12.753        | 10.071          | 10.784       | 11.784     | 13.125 | 11.349           | 13.128    | 12.293     | 12.113  | 11.703    | -             |
| ADO uit      | 43.578* | 13.473 | 9.519      | 3.519     | 47.500    | 9.763         | 19.480       | 23.122        | 11.681          | 11.534       | 12.150     | 33.500 | 14.182           | 24.900    | 14.164     | 16.298  | 13.100    | -             |

(* Bij deze wedstrijden mochten er geen uitsupporters aanwezig zijn.)

### Kaarten per speelronde 2015/16
| Speelronde              | 1   | 2   | 3   | 4   | 5   | 6   | 7   | 8   | 9   | 10  | 11  | 12  | 13   | 14  | 15  | 16  | 17  | 18  | 19  | 20  | 21  | 22  | 23  | 24  | 25  | 26  | 27  | 28  | 29   | 30  | 31  | 32  | 33  | 34  |
| ----------------------- | --- | --- | --- | --- | --- | --- | --- | --- | --- | --- | --- | --- | ---- | --- | --- | --- | --- | --- | --- | --- | --- | --- | --- | --- | --- | --- | --- | --- | ---- | --- | --- | --- | --- | --- |
| Gele kaarten per duel   | 4   | 1   | 2   | 2   | 2   | 2   | 3   | 0   | 2   | 1   | 2   | 1   | 2    | 4   | 2   | 1   | 4   | 3   | 1   | 2   | 2   | 2   | 1   | 2   | 5   | 0   | 4   | 0   | 0    | 1   | 2   | 1   | 2   | 1   |
| Gele kaarten in totaal  | 4   | 5   | 7   | 9   | 11  | 13  | 16  | 16  | 18  | 19  | 21  | 22  | 24   | 28  | 30  | 31  | 35  | 38  | 39  | 41  | 43  | 45  | 46  | 48  | 53  | 53  | 57  | 57  | 57   | 58  | 60  | 61  | 63  | 64  |
| Rode kaarten per duel   | 0   | 0   | 0   | 0   | 0   | 0   | 0   | 0   | 0   | 0   | 1   | 0   | 0    | 0   | 0   | 1   | 0   | 0   | 0   | 0   | 0   | 0   | 0   | 0   | 0   | 0   | 0   | 0   | 0    | 0   | 0   | 0   | 0   | 0   |
| Rode kaarten in totaal  | 0   | 0   | 0   | 0   | 0   | 0   | 0   | 0   | 0   | 0   | 1   | 1   | 1    | 1   | 1   | 2   | 2   | 2   | 2   | 2   | 2   | 2   | 2   | 2   | 2   | 2   | 2   | 2   | 2    | 2   | 2   | 2   | 2   | 2   |
| Scheidsrechter per duel | Lie | Göz | Boe | Mak | Man | Jan | Mul | Blo | Kui | Hig | Blo | Bra | Nijh | Hig | Kui | Lin | Man | Boe | Göz | Ker | Mak | Mul | Jan | Man | Hig | Blo | Mul | Ker | Nijh | Kam | Jan | Mul | Man | Blo |

(* 2× geel wordt in dit schema gezien als één rode kaart.)

### Strafschoppen 2015/16
| Penalty's    | Penalty's gescoord | Penalty's gemist | Penalty's gepakt | Penalty's totaal | Gescoord door:                                                    | Gemist door: | Gepakt door: |
| ------------ | ------------------ | ---------------- | ---------------- | ---------------- | ----------------------------------------------------------------- | ------------ | ------------ |
| ADO Den Haag | 4                  | 0                | 0                | 4                | 2: Timothy Derijck, 1: Roland Alberg, Mike Havenaar               | -            | -            |
| Tegenstander | 2                  | 0                | 0                | 2                | 1: Sébastien Haller (FC Utrecht), Nick van der Velden (Willem II) | -            | -            |

### Opmerkelijkheden
- ADO Den Haag eindigde het seizoen 2015/16 op de elfde plek met 43 punten. In het seizoen 2013/14 behaalde ADO ook 43 punten, toen eindigde de Haagse ploeg nog in het linkerrijtje (9e plaats). Nu lukte dat voor het tweede seizoen op rij niet.
- ADO had dit seizoen een doelsaldo van −1 (48 doelpunten voor, 49 tegen). Dit was het beste doelsaldo sinds het seizoen 2010/11 (+8: 63 voor, 55 tegen).
- Voor het tweede jaar op rij was het aantal tegendoelpunten opmerkelijk (49, seizoen 2014/15: 53). De laatste keer in de Eredivisie dat de Haagse ploeg zo weinig tegengoals kreeg was in het seizoen 1979/80 (43 tegen als FC Den Haag).
- De Haagse ploeg verloor dit seizoen maar 11 Eredivisie-wedstrijden. Dit was het laagste aantal nederlagen sinds het seizoen 1974/75 (als FC Den Haag; ook 11 nederlagen).
- De Deense doelman Martin Hansen scoorde tegen PSV in het eerste Eredivisieduel van het seizoen. Hiermee is Hansen de eerste ADO-keeper die in een competitieduel in het betaalde voetbal een doelpunt maakte; de twaalfde ooit in de geschiedenis van de Eredivisie. De manier waarop was nog opmerkelijker: de Deen scoorde met de hak uit de vrije trap van Kenji Gorré. Hansen was de derde doelman in deze eeuw met een doelpunt in de Nederlandse competitie; Martin Pieckenhagen en Erik Cummins gingen hem voor.
- Dennis van der Heijden maakte in de uitwedstrijd tegen SBV Excelsior zijn debuut in het betaalde voetbal en de spits maakte meteen een doelpunt bij zijn eerste balcontact. Hij scoorde zelfs twee keer; hiermee is hij de eerste ADO-debutant waarbij dit lukte sinds Dmitri Boelykin in 2010.
- Mike Havenaar werd clubtopscorer met 16 doelpunten in de Eredivisie. Voor het tweede jaar op rij had ADO een speler met meer dan 15 doelpunten (Michiel Kramer: 17 goals in het seizoen 2014/15). De Japanner eindigde op een gedeelde zesde plaats op de topscorerslijst van de gehele competitie. Havenaar kreeg hierdoor de Karel Jansen-trofee voor 'Topscorer van het seizoen'.
- Édouard Duplan gaf in de Eredivisie dit seizoen 11 assists. Dit is het grootste aantal sinds het record van Wesley Verhoek in het seizoen 2010/11 (14 assists). Aankoop Duplan was hiermee ook de beste speler van de gehele Eredivisie; niemand gaf meer assists dan de Fransman. Duplan ontving mede hierdoor de Karel Jansen-trofee voor de 'Beste speler van het seizoen'.
- Tyronne Ebuehi werd door de technische staf van ADO Den Haag verkozen tot 'Talent van het jaar'. De verdediger ontving de Karel Jansen-trofee nadat hij dit seizoen 14 wedstrijden in actie kwam in het elftal van trainer Henk Fraser.

## Uitslagen

#### Juli
| Oefenwedstrijd | HVV Laakkwartier | 1 - 12 (0 - 7)                                                                   | ADO Den Haag | Selectie ADO Den Haag: (T: Henk Fraser) |
| za. 4 juli 2015 Aanvangstijd: 17:00 uur Plaats: Den Haag Sportpark Laakkwartier Toeschouwers: 1.411 Scheidsrechter: Angelo van Loenen Verslag ADO Verslag Omroep West | Ortega 55'       | 0 - 1 0 - 2 0 - 3 0 - 4 0 - 5 0 - 6 0 - 7 0 - 8 1 - 8 1 - 9 1 - 10 1 - 11 1 - 12 | 5' Victor (Korte) 6' Alberg (Kristensen) 20' Korte (Duplan) 21' Alberg (Victor) 25' Korte (Houtkoop) 30' Kristensen 43' Houtkoop 50' Victor 62' Korte (Marengo) 64' Korte (Derijck) 67' Houtkoop 69' Korte (Houtkoop) | OPSTELLING 1e 'HELFT': Hansen - Ebuehi, Derijck, Zuiverloon, Meijers - Kristensen , Alberg, Victor - Duplan, Korte, Houtkoop OPSTELLING NA 39 MIN: Coremans - Malone, Wormgoor, Derijck, Hevel - Kristensen , Victor, Jansen - Marengo, Korte, Houtkoop |
| |                  |                                                                                  | | |

Afwezig: Kastaneer (Oranje onder 19), Kanon, Kramer (bezig met transfer), Bakker, Gehrt, Nieuwenhuijs, Owobowale (blessure)

Opmerkelijk: Door de hitte werd er niet 2×45 minuten gespeeld, maar 3×25 minuten. De Braziliaan Ayrton Pinheiro Victor was op proef.
| Oefenwedstrijd | SVV Scheveningen | 0 - 2 (0 - 0) | ADO Den Haag                              | Selectie ADO Den Haag: |
| wo. 8 juli 2015 Aanvangstijd: 19:00 uur Plaats: Den Haag Sportpark Houtrust Toeschouwers: 1.500 Scheidsrechter: Ron Karremans Verslag ADO Verslag Omroep West |                  | 0 - 1 0 - 2   | 58' Houtkoop (Hevel) 87' Korte (Houtkoop) | OPSTELLING 1e HELFT: Zwinkels - Malone, Derijck, Zuiverloon, Ebuehi - Steenvoorden, Victor, Jansen - Duplan, Alberg, Marengo OPSTELLING 2e HELFT: Zwinkels - Ebuehi, Wormgoor, Zuiverloon, Meijers - Hevel, Kristensen, Jansen - Korte, Alberg, Houtkoop WISSELS: 61' Bakker Zuiverloon |
| |                  |               |                                           | |

Afwezig: Kastaneer (Oranje onder 19), Kanon, Kramer (bezig met transfer), Gehrt, Nieuwenhuijs, Owobowale (blessure)

Opmerkelijk: ADO speelde met proefspelers Matthew Steenvoorden en Ayrton Pinheiro Victor. Bij Scheveningen speelde oud-ADO-spelers Samir El Moussaoui, Leroy Resodihardjo, Michael Ros en Levi Schwiebbe mee.
| Oefenwedstrijd | ADO Den Haag | 0 - 1 (0 - 1) | Burton Albion FC | Selectie ADO Den Haag: | Selectie Burton Albion FC: (T: Jerrel Hasselbaink)                                                                         |
| vr. 11 juli 2015 Aanvangstijd: 17:00 uur Plaats: Den Haag Sportpark Laakkwartier Toeschouwers: ±2.000 Scheidsrechter: Bank Verslag ADO Verslag Omroep West[dode link] |              | 0 - 1         | 44' Naylor       | OPSTELLING 1e HELFT: Hansen - Malone, Derijck, Zuiverloon, Meijers - Kristensen, Bakker, Alberg - Duplan, Marengo, Gorré OPSTELLING 2e HELFT: Hansen - Malone, Wormgoor, Steenvoorden, Hevel - Kristensen, Jansen, Saba - Duplan, Marengo, Houtkoop WISSELS: 62' Ebuehi Marengo 62' Owobowale Duplan | BASISOPSTELLING: Matthews - Edwards, Mousinho, Cansdell-Sheriff, McCrory - Duffy, Naylor, Weir - Akins, Beavon, El Khayati |
| |              |               |                  | | |

Afwezig: Kastaneer (Oranje onder 19), Kramer (bezig met transfer), Gehrt, Kanon, Korte, Nieuwenhuijs (blessure)

Opmerkelijk: ADO speelde met proefspelers Matthew Steenvoorden en Vitor Saba. Ook deze wedstrijd improviseerde ADO met de spitspositie wegens het ontbreken van een echte spits.
Oefenwedstrijd 4: ADO Den Haag - Gençlerbirliği: 0-2 (22 juli, 19:00 uur - veld van Laakkwartier).

Oefenwedstrijd 5: ADO Den Haag - Veria FC: 1-2 (25 juli, 14:30 uur).

Oefenwedstrijd 6: ADO Den Haag - Real Mallorca: 1-0 (31 juli, 19:00 uur).

#### Augustus
| Eredivisie 1e speelronde | ADO Den Haag                                                                              | 2 - 2 (1 - 1)           | PSV                                                                | Selectie ADO Den Haag: | Selectie PSV: (T: Phillip Cocu) |
| di. 11 augustus 2015 Aanvangstijd: 18:30 uur Plaats: Den Haag Kyocera Stadion Toeschouwers: 13.125 Scheidsrechter: Richard Liesveld Wedstrijdverslagen: Verslag ADO Verslag FCUpdate | Alberg (penalty) 26' Schaken 45' Meijers 70' Wormgoor 86' Bakker 90' Hansen (Gorré) 90+5' | 0 - 1 1 - 1 1 - 2 2 - 2 | 23' Maher (Pröpper) 24' Arias 40' Lestienne 62' De Jong (Narsingh) | BASISOPSTELLING: Hansen - Malone, Wormgoor, Zuiverloon, Meijers - Kristensen , Alberg, Bakker - Schaken, Korte, Duplan RESERVEBANK: Zwinkels, Ebuehi, Derijck, Jansen, Gorré, Kastaneer, Marengo WISSELS: 61' Kastaneer Korte 76' Gorré Duplan 85' Marengo Alberg | BASISOPSTELLING: Zoet - Arias, Bruma, Isimat-Mirin, Brenet - Pröpper, Guardado, Maher - Narsingh, De Jong , Lestienne RESERVEBANK: Pasveer, Alberto, Poulsen, Hendrix, Vloet, Pereiro, Locadia WISSELS: 79' Hendrix Maher 80' Pereiro Lestienne 90+2' Locadia Pereiro |
| |                                                                                           |                         |                                                                    | | |

Afwezig: Gehrt, Kanon (blessure)

Opmerkelijk: Door een landelijke politiestaking ging deze wedstrijd op zaterdag 8 augustus niet door. Drie dagen later werd het duel ingehaald. Na de wedstrijd werd er nog lang nagepraat over de 2-2. Doelman Martin Hansen scoorde met de hak nadat hij mee naar voren was gegaan voor een vrije trap in blessuretijd. De goal ging de hele wereld over en Hansen werd hiermee de eerste doelman van ADO Den Haag ooit die scoorde in een Eredivisiewedstrijd. Hansen was in totaal de twaalfde Eredivisiekeeper ooit met een doelpunt. Roland Alberg was sinds deze zomer geen aanvoerder meer. Hij werd opgevolgd door de Deen Thomas Kristensen. Verder maakten Ruben Schaken, Édouard Duplan, Kenji Gorré en Ludcinio Marengo hun ADO-debuut.
| Eredivisie 2e speelronde | FC Twente                           | 1 - 4 (0 - 2)                 | ADO Den Haag                                                                            | Selectie ADO Den Haag: | Selectie FC Twente: (T: Alfred Schreuder) |
| za. 15 augustus 2015 Aanvangstijd: 19:45 uur Plaats: Enschede Grolsch Veste Toeschouwers: 24.900 Scheidsrechter: Serdar Gözübüyük Wedstrijdverslagen: Verslag ADO Verslag FCUpdate | Da Cruz 55' Ziyech (vrije trap) 59' | 0 - 1 0 - 2 1 - 2 1 - 3 1 - 4 | 12' Havenaar (Duplan) 27' Schaken 34' Malone 72' Wormgoor (Duplan) 80' Duplan (Schaken) | BASISOPSTELLING: Hansen - Malone, Wormgoor, Zuiverloon, Meijers - Kristensen , Alberg, Bakker - Schaken, Havenaar, Duplan RESERVEBANK: Zwinkels, Ebuehi, Derijck, Jansen, Gorré, Kastaneer, Korte WISSELS: 45' Derijck Zuiverloon 46' Jansen Alberg 87' Korte Havenaar | BASISOPSTELLING: Marsman - Ter Avest, Uvini, Katsikas, Schilder - Van der Heyden, Mokotjo, Gutiérrez, Tapia - Ziyech , Olaitan RESERVEBANK: Drommel, Van der Lely, Bijen, Eghan, Corona, Oosterwijk, Da Cruz WISSELS: 38' Corona Van der Heyden 46' Da Cruz Uvini 66' Van der Lely Ter Avest 89' Katsikas |
| |                                     |                               |                                                                                         | | |

Afwezig: Gehrt, Kanon, Marengo (blessure)

Opmerkelijk: ADO won met 4-1. De laatste keer dat de Haagse ploeg vier keer scoorde was op 6 april 2014 (ADO Den Haag - FC Utrecht: 4-1). ADO bleef ook voor het eerst sinds het seizoen 2012/13 de eerste twee wedstrijden van het nieuwe voetbaljaar ongeslagen. Verder maakte Mike Havenaar zijn ADO-debuut en hij scoorde direct zijn eerste doelpunt.
| Eredivisie 3e speelronde | ADO Den Haag                                    | 1 - 1 (0 - 1) | FC Utrecht                                     | Selectie ADO Den Haag: | Selectie FC Utrecht: (T: Erik ten Hag) |
| zo. 23 augustus 2015 Aanvangstijd: 14:30 uur Plaats: Den Haag Kyocera Stadion Toeschouwers: 12.293 Scheidsrechter: Pol van Boekel Wedstrijdverslagen: Verslag ADO Verslag FCUpdate | Schaken 54' Havenaar (Meijers) 89' Duplan 90+2' | 0 - 1 1 - 1   | 3' Letschert 30' Haller (penalty) 34' Nganioni | BASISOPSTELLING: Hansen - Malone, Wormgoor, Derijck, Meijers - Kristensen , Alberg, Bakker - Schaken, Havenaar, Duplan RESERVEBANK: Zwinkels, Ebuehi, Beugelsdijk, Jansen, Gorré, Kastaneer, Korte WISSELS: 46' Beugelsdijk Derijck 46' Jansen Kristensen 73' Korte Alberg | BASISOPSTELLING: Ruiter - Klaiber, Van der Maarel, Letschert, Kum, Nganioni - Janssen , Ayoub, Ramselaar - Barazite, Haller RESERVEBANK: Bednarek, Cortie, Strieder, Ludwig, Diemers, Peterson, Rubin WISSELS: 66' Cortie Nganioni 77' Rubin Barazite 88' Diemers Ramselaar |
| |                                                 |               |                                                | | |

Afwezig: Gehrt, Kanon, Marengo, Zuiverloon (blessure)

Opmerkelijk: Voor de derde competitiewedstrijd op rij scoorde ADO een doelpunt in het Haags kwartiertje.
| Eredivisie 4e speelronde | Ajax                                                                                      | 4 - 0 (2 - 0)           | ADO Den Haag               | Selectie ADO Den Haag: | Selectie Ajax: (T: Frank de Boer) |
| zo. 30 augustus 2015 Aanvangstijd: 12:30 uur Plaats: Amsterdam Amsterdam Arena Toeschouwers: 43.578 Scheidsrechter: Danny Makkelie Wedstrijdverslagen: Verslag ADO Verslag FCUpdate | El Ghazi (Klaassen) 16' Klaassen (El Ghazi) 20' Veltman (Gudelj) 58' El Ghazi (Milik) 74' | 1 - 0 2 - 0 3 - 0 4 - 0 | 34' Alberg 83' Beugelsdijk | BASISOPSTELLING: Hansen - Malone, Wormgoor, Beugelsdijk, Meijers - Kristensen , Alberg, Bakker - Schaken, Havenaar, Duplan RESERVEBANK: Zwinkels, Ebuehi, Zuiverloon, Jansen, Gorré, Korte, Marengo WISSELS: 67' Gorré Alberg 67' Jansen Kristensen 83' Korte Duplan | BASISOPSTELLING: Cillessen - Tete, Veltman, Riedewald, Dijks - Bazoer, Klaassen , Gudelj - El Ghazi, Milik, Sinkgraven RESERVEBANK: Boer, Van Rhijn, Heitinga, Viergever, Schöne, Sanogo, Fischer WISSELS: 6' Viergever Dijks 67' Van Rhijn Tete 75' Fischer Gudelj |
| |                                                                                           |                         |                            | | |

Afwezig: Derijck, Gehrt, Kanon (blessure)

#### September
| Eredivisie 5e speelronde | ADO Den Haag              | 0 - 1 (0 - 1) | Heracles Almelo                                                         | Selectie ADO Den Haag: | Selectie Heracles Almelo: (T: John Stegeman) |
| zo. 13 september 2015 Aanvangstijd: 14:30 uur Plaats: Den Haag Kyocera Stadion Toeschouwers: 10.071 Scheidsrechter: Jeroen Manschot Wedstrijdverslagen: Verslag ADO Verslag FCUpdate | Malone 41' Zuiverloon 65' | 0 - 1         | 34' Bel Hassani 38' Weghorst (Droste) 40' Droste 56' Weghorst 84' Zomer | BASISOPSTELLING: Hansen - Ebuehi, Wormgoor, Zuiverloon, Meijers - Malone, Bakker - Schaken, Duplan, Korte - Havenaar RESERVEBANK: Zwinkels, Derijck, Hevel, Kristensen, Jansen, Alberg, Gorré WISSELS: 59' Alberg Korte 74' Gorré Wormgoor | BASISOPSTELLING: Castro - Droste, Wierik, Zomer, Fledderus - Bruns, Pelupessy, Bel Hassani - Tannane, Weghorst, Darri RESERVEBANK: Fij, Bosz, Gosens, Van Ooijen, Navrátil, Gladon, García García WISSELS: 61' Navrátil Darri 79' Gosens Bel Hassani 90' Van Ooijen Weghorst |
| |                           |               |                                                                         | | |

Afwezig: Beugelsdijk, Gehrt, Kanon, Nieuwenhuijs, Owobowale (blessure)

Opmerkelijk: In deze wedstrijd was er een negatieve hoofdrol voor scheidsrechter Jeroen Manschot. Een glaszuiver doelpunt van Mike Havenaar werd onterecht afgekeurd wegens een duwfout. Saillant detail was dat de goal van Heracles nog geen halve minuut later viel. Ook de inconsequentie in trekken van gele kaarten tijdens het duel werd de arbiter niet in dank afgenomen.
| Eredivisie 6e speelronde | PEC Zwolle                                                                          | 2 - 1 (0 - 1)     | ADO Den Haag                                   | Selectie ADO Den Haag: | Selectie PEC Zwolle: (T: Ron Jans) |
| za. 19 september 2015 Aanvangstijd: 19:45 uur Plaats: Zwolle IJsseldeltastadion Toeschouwers: 12.150 Scheidsrechter: Ed Janssen Wedstrijdverslagen: Verslag ADO Verslag FCUpdate | Van Polen 26' Becker (Marcellis) 69' Veldwijk (Becker) 79' Lazić 90+4' Becker 90+6' | 0 - 1 1 - 1 2 - 1 | 32' Alberg 35' Havenaar (Alberg) 90+4' Meijers | BASISOPSTELLING: Hansen - Ebuehi, Wormgoor, Zuiverloon, Meijers - Malone, Alberg, Bakker - Schaken, Havenaar, Duplan RESERVEBANK: Zwinkels, Derijck, Kristensen, Jansen, Gorré, Kastaneer, Korte WISSELS: 75' Kristensen Alberg 75' Jansen Ebuehi 81' Korte Zuiverloon 86' Korte | BASISOPSTELLING: Begois - Van Polen , Marcellis, Lam, Van Hintum - Dekker, Bouy - Becker, Thomas, Menig - Veldwijk RESERVEBANK: Van der Hart, Sainsbury, Brama, Marinus, El Hasnaoui, Lazić, Nijland WISSELS: 61' Marinus Menig 71' Lazić Thomas 81' Nijland Veldwijk |
| |                                                                                     |                   |                                                | | |

Afwezig: Beugelsdijk, Gehrt, Kanon, Nieuwenhuijs, Owobowale (blessure)

Opmerkelijk: Een ongelukkige invalbeurt van Giovanni Korte. De aanvaller kreeg na een paar minuten een bal tegen zijn hoofd aangeschoten en moest met een brancard van het veld worden gedragen. Korte liep een hersenschudding op; ADO moest de wedstrijd afmaken met tien spelers.
| KNVB Beker Tweede ronde | SC Genemuiden *wint na strafschoppen (3 - 1) | 3 - 3 (1 - 2, 2 - 2)                                                               | ADO Den Haag                                                                                      | Selectie ADO Den Haag: | Selectie SC Genemuiden: (T: Hennie in 't Hof) |
| di. 22 september 2015 Aanvangstijd: 20:00 uur Plaats: Genemuiden Sportpark de Wetering Toeschouwers: 2.500 Scheidsrechter: Christiaan Bax Wedstrijdverslagen: Verslag ADO Verslag FCUpdate | Van der Kolk (M. Jansen) 42' Van der Kolk (Lip) 49' Boes 75' Van der Kooy 78' Van der Kooy 97' J. Riemens (Rotman) 100' Rotman C. Riemens J. Riemens Korf | 0 - 1 0 - 2 1 - 2 2 - 2 Verlenging: 3 - 2 3 - 3 Penalty's: 1 - 0 1 - 1 2 - 1 3 - 1 | 18' Gorré (Duplan) 37' Havenaar (Ebuehi) 89' Gorré 120' Marengo Alberg Gorré Zuiverloon K. Jansen | BASISOPSTELLING: Zwinkels - Ebuehi, Wormgoor, Zuiverloon, Meijers - Malone, Alberg, Kristensen - Duplan, Havenaar, Gorré RESERVEBANK: Coremans, Derijck, K. Jansen, Hevel, Schaken, Marengo, Kastaneer WISSELS: 66' Jansen Kristensen 66' Kastaneer Havenaar 88' Marengo Duplan | BASISOPSTELLING: Flier - Boes, Artien, Van der Kooy, Rotman - Lip, Tissingh, M. Jansen - J. Riemens, Korf, Van der Kolk WISSELS: 61' Visscher Jansen 69' C. Riemens Lip 116' Van Lente Tissingh |
| | |                                                                                    |                                                                                                   | | |

Afwezig: Bakker, Beugelsdijk, Gehrt, Kanon, Korte, Nieuwenhuijs, Owobowale (blessure)

Opmerkelijk: Voor de derde keer op rij verloor ADO een bekerwedstrijd van een club die niet in de Eredivisie speelt. In dit geval zelfs van SC Genemuiden, een club uit de Hoofdklasse C. Voor de tweede maal op rij verloor ADO via strafschoppen. Zoals voorgaande jaren wisselde ADO van doelman in het bekertoernooi. Hierdoor kreeg Robert Zwinkels weer speelminuten. Ook maakten Kenji Gorré en Ludcinio Marengo hun eerste ADO-doelpunt.
| Eredivisie 7e speelronde | ADO Den Haag                                                                                                | 3 - 3 (1 - 1)                       | SBV Excelsior                                                     | Selectie ADO Den Haag: | Selectie SBV Excelsior: (T: Alfons Groenendijk) |
| zo. 27 september 2015 Aanvangstijd: 14:30 uur Plaats: Den Haag Kyocera Stadion Toeschouwers: 10.667 Scheidsrechter: Siemen Mulder Wedstrijdverslagen: Verslag ADO Verslag FCUpdate | Havenaar (Duplan) 6' Duplan 43' Zuiverloon (Duplan) 49' Havenaar (Malone) 65' Kristensen 77' Zuiverloon 83' | 1 - 0 1 - 1 2 - 1 2 - 2 3 - 2 3 - 3 | 44' Auassar 62' Auassar (Kuwas) 81' Kuwas (Van Mieghem) 87' Kruys | BASISOPSTELLING: Hansen - Ebuehi, Wormgoor, Zuiverloon, Meijers - Malone, Alberg, Kristensen - Schaken, Havenaar, Duplan RESERVEBANK: Zwinkels, Derijck, Bakker, Jansen, Gorré, Kastaneer, Marengo WISSELS: 86' Bakker Kristensen 88' Kastaneer Alberg 88' Marengo Schaken MOTM: Mike Havenaar | BASISOPSTELLING: Kurto - Karami, Fischer , Mattheij, Kuipers - Auassar, Kruys, Van Nieff - Kuwas, Van Weert, Van Mieghem RESERVEBANK: Muyters, Bovenberg, Van Diermen, Stans, Vermeulen, Overtoom, Hasselbaink WISSELS: 64' Stans Van Nieff 74' Muyters Kurto 90+4' Hasselbaink Van Mieghem |
| | |                                     |                                                                   | | |

Afwezig: Beugelsdijk, Gehrt, Kanon, Korte, Nieuwenhuijs, Owobowale (blessure)

Opmerkelijk: Uit onvrede bleven supporters uit het vak Midden-Noord de eerste twaalf minuten van de wedstrijd weg van de tribunes. Dit onder meer door de tegenvallende resultaten en daarnaast de uitschakeling in de beker tegen de amateurs van SC Genemuiden. ADO gaf voor het tweede Eredivisie-duel op rij een voorsprong weg; in deze wedstrijd zelfs drie maal.

#### Oktober
| Eredivisie 8e speelronde | NEC Nijmegen                                                                     | 4 - 1 (1 - 1)                 | ADO Den Haag          | Selectie ADO Den Haag: | Selectie NEC Nijmegen: (T: Ernest Faber) |
| za. 3 oktober 2015 Aanvangstijd: 18:30 uur Plaats: Nijmegen De Goffert Toeschouwers: 11.534 Scheidsrechter: Kevin Blom Wedstrijdverslagen: Verslag ADO Verslag FCUpdate | Meijers (eigen doelpunt) 1' Santos 36' Santos (Foor) 63' Limbombe 76' Santos 79' | 1 - 0 1 - 1 2 - 1 3 - 1 4 - 1 | 21' Wormgoor (Duplan) | BASISOPSTELLING: Hansen - Ebuehi, Wormgoor, Zuiverloon, Meijers - Malone, Kristensen, Bakker - Schaken, Havenaar, Duplan RESERVEBANK: Zwinkels, Derijck, Jansen, Alberg, Gorré, Kastaneer, Marengo WISSELS: 65' Marengo Schaken 72' Alberg Kristensen 83' Kastaneer Duplan | BASISOPSTELLING: Halldórsson - Kane, Van Eijden , Golla, Woudenberg - Bikel, Ritzmaier, Breinburg - Foor, Santos, Limbombe RESERVEBANK: Kirsten, Buysse, Leiwakabessy, Lundholm, Sleegers, Rayhi, Roman WISSELS: 87' Rayhi Limbombe 87' Sleegers Santos 87' Roman Foor |
| |                                                                                  |                               |                       | | |

Afwezig: Beugelsdijk, Gehrt, Kanon, Korte, Nieuwenhuijs, Owobowale (blessure)
| Oefenwedstrijd | ADO Den Haag                                  | 2 - 1 (1 - 0)     | FC Volendam    | Selectie ADO Den Haag: | Selectie FC Volendam: (T: Robert Molenaar)                                                                                               |
| do. 8 oktober 2015 Aanvangstijd: 12:30 uur Plaats: Den Haag Kyocera Stadion Toeschouwers: ? Scheidsrechter: Allard Lindhout Wedstrijdverslagen: Verslag ADO Verslag Omroep West | Havenaar (Zuiverloon) 26' Alberg (Malone) 75' | 1 - 0 2 - 0 2 - 1 | 90' Runderkamp | BASISOPSTELLING: Hansen - Malone, Derijck, Zuiverloon, Meijers - Jansen, Alberg, Bakker - Schaken, Havenaar, Duplan WISSELS: 46' Zwinkels Hansen 63' Ebuehi Meijers 63' Kristensen Bakker 63' Marengo Schaken 63' Gorré Duplan 76' Hevel Malone 76' Gehrt Alberg 76' Korte Havenaar | BASISOPSTELLING: Verhoeven - Evers, Schilder, Luirink, Ababio - El Hamdi, Ben Moussa, Kwakman - Laghmouchi, Steltenpool, Van Kippersluis |
| |                                               |                   |                | | |

Afwezig: Wormgoor (rust), Beugelsdijk, Kanon, Nieuwenhuijs, Owobowale (blessure)

Opmerkelijk: Mathias Gehrt speelde na lange afwezigheid weer een duel in het shirt van ADO.
| Eredivisie 9e speelronde | ADO Den Haag                                      | 1 - 1 (1 - 1) | De Graafschap                                                 | Selectie ADO Den Haag: | Selectie De Graafschap: (T: Jan Vreman) |
| zo. 18 oktober 2015 Aanvangstijd: 14:30 uur Plaats: Den Haag Kyocera Stadion Toeschouwers: 10.512 Scheidsrechter: Björn Kuipers Wedstrijdverslagen: Verslag ADO Verslag FCUpdate | Duplan 28' Havenaar 39' Havenaar (Zuiverloon) 41' | 1 - 0 1 - 1   | 45' Zuiverloon (eigen doelpunt) 64' Smeets 73' Will 87' Çiçek | BASISOPSTELLING: Hansen - Malone, Wormgoor, Zuiverloon, Meijers - Kristensen , Alberg, Bakker - Schaken, Havenaar, Duplan RESERVEBANK: Zwinkels, Ebuehi, Derijck, Jansen, Gorré, Kastaneer, Marengo WISSELS: 73' Marengo Alberg MOTM: Mike Havenaar | BASISOPSTELLING: Jurjus - Will, Lammers, Van de Pavert , Çiçek - Bannink, Smeets, El Jebli, Vida - Quekel, Peters RESERVEBANK: Verstappen, Pröpper, Straalman, Driver, Menting, Kabasele, Vermeij WISSELS: 52' Pröpper Lammers 63' Driver El Jebli 69' Kabasele Quekel |
| |                                                   |               |                                                               | | |

Afwezig: Beugelsdijk, Kanon, Nieuwenhuijs, Owobowale (blessure)

Opmerkelijk: Voor de tweede Eredivisie-wedstrijd op rij maakte ADO een eigen doelpunt.
| Eredivisie 10e speelronde | SC Cambuur                                | 1 - 1 (0 - 0) | ADO Den Haag                     | Selectie ADO Den Haag: | Selectie SC Cambuur: (T: Henk de Jong) |
| zo. 25 oktober 2015 Aanvangstijd: 12:30 uur Plaats: Leeuwarden Cambuurstadion Toeschouwers: 9.519 Scheidsrechter: Dennis Higler Wedstrijdverslagen: Verslag ADO Verslag FCUpdate | Narsingh (Van de Streek) 51' Peersman 57' | 0 - 1 1 - 1   | 16' Jansen 47' Havenaar (Duplan) | BASISOPSTELLING: Hansen - Malone, Wormgoor, Zuiverloon, Meijers - Jansen, Kristensen , Bakker - Schaken, Havenaar, Duplan RESERVEBANK: Zwinkels, Derijck, Gehrt, Gorré, Kastaneer, Marengo, Owobowale WISSELS: 69' Marengo Schaken 77' Derijck Kristensen | BASISOPSTELLING: Nienhuis - Anderson, MacIntosh, Van der Laan, Peersman - Byrne, Overgoor , Van de Streek - Narsingh, Ogbeche, Barto RESERVEBANK: Zeinstra, Heerings, Bakker, Steblecki, Mašek, Rosheuvel, Houtkoop WISSELS: 36' Houtkoop Ogbeche 77' Rosheuvel Byrne |
| |                                           |               |                                  | | |

Afwezig: Beugelsdijk, Kanon, Nieuwenhuijs, Owobowale (blessure)

Opmerkelijk: Cambuur-invaller Xander Houtkoop speelde voor het eerst weer tegen zijn oude ploeg ADO Den Haag. Ook wist ADO voor de achtste wedstrijd op rij (negende inclusief de bekerwedstrijd) niet te winnen.

#### November
| Eredivisie 11e speelronde | ADO Den Haag                                                   | 1 - 0 (0 - 0) | Feyenoord                                                 | Selectie ADO Den Haag: | Selectie Feyenoord: (T: Giovanni van Bronckhorst) |
| zo. 1 november 2015 Aanvangstijd: 12:30 uur Plaats: Den Haag Kyocera Stadion Toeschouwers: 14.261 Scheidsrechter: Kevin Blom Wedstrijdverslagen: Verslag ADO Verslag FCUpdate | Duplan 60' Van Beek (eigen doelpunt) 69' Malone 75' Duplan 82' | 1 - 0         | 53' Vejinović 66' Gustafson 72' El Ahmadi 84' Başacıkoğlu | BASISOPSTELLING: Hansen - Malone, Wormgoor, Zuiverloon, Meijers - Derijck, Bakker - Schaken, Jansen, Duplan - Havenaar RESERVEBANK: Zwinkels, Ebuehi, Beugelsdijk, Kristensen, Alberg, Gorré, Kastaneer WISSELS: 79' Beugelsdijk Jansen 90' Kastaneer Schaken MOTM: Martin Hansen | BASISOPSTELLING: Vermeer - Karsdorp, Van Beek, Van der Heijden, Kongolo - El Ahmadi, Gustafson, Vejinović - Kuyt , Kramer, Elia RESERVEBANK: Hahn, Botteghin, Nelom, Vilhena, Toornstra, Başacıkoğlu, Kazim-Richards WISSELS: 65' Kazim-Richards Kramer 74' Başacıkoğlu Karsdorp 84' Toornstra Gustafson |
| |                                                                |               |                                                           | | |

Afwezig: Kanon, Nieuwenhuijs (blessure)

Opmerkelijk: De winst op Feyenoord betekende voor ADO de eerste thuisoverwinning van het seizoen. Ook hield ADO voor het eerst dit voetbaljaar 'de nul'. Édouard Duplan kreeg een rode kaart wegens natrappen en werd uiteindelijk geschorst voor drie duels waarvan één voorwaardelijk.
| Eredivisie 12e speelronde | Roda JC Kerkrade                              | 1 - 1 (1 - 1) | ADO Den Haag                    | Selectie ADO Den Haag: | Selectie Roda JC Kerkarde: (T: Darije Kalezić) |
| vr. 6 november 2015 Aanvangstijd: 20:00 uur Plaats: Kerkrade Parkstad Limburg Stadion Toeschouwers: 14.182 Scheidsrechter: Eric Braamhaar Wedstrijdverslagen: Verslag ADO Verslag FCUpdate | Van Hyfte (Gyasi) 11' Griffiths 57' Jurić 63' | 1 - 0 1 - 1   | 41' Havenaar (Korte) 80' Alberg | BASISOPSTELLING: Hansen - Malone, Wormgoor, Zuiverloon, Meijers - Jansen, Derijck, Bakker - Schaken, Havenaar, Korte RESERVEBANK: Zwinkels, Ebuehi, Beugelsdijk, Kristensen, Alberg, Gorré, Kastaneer WISSELS: 67' Alberg Korte 88' Kastaneer Bakker | BASISOPSTELLING: Van Leer - Dijkhuizen, Sankoh , Werker, Van Peppen - Paulissen, Griffiths, Van Hyfte, Faik, Gyasi - Jurić RESERVEBANK: Verbist, Monteyne, Biemans, Rutjes, Van Son, Jacobs, Boakye WISSELS: 62' Boakye Paulissen 77' Van Son Van Hyfte |
| |                                               |               |                                 | | |

Afwezig: Duplan (schorsing), Nieuwenhuijs (blessure)

Opmerkelijk: Mike Havenaar maakte de 2000ste ADO-goal in de historie van de Eredivisie. Daarnaast bleef ADO voor de vierde wedstrijd, en het tweede uitduel, op rij ongeslagen.
| Oefenwedstrijd | ADO Den Haag                                                                           | 4 - 1 (2 - 1)                 | RKC Waalwijk  | Selectie ADO Den Haag: | Selectie RKC Waalwijk: (T: Peter van den Berg) |
| do. 12 november 2015 Aanvangstijd: 12:30 uur Plaats: Den Haag Kyocera Stadion Toeschouwers: ? Scheidsrechter: Martin van den Kerkhof Wedstrijdverslagen: Verslag ADO Verslag Omroep West | Alberg (penalty) 21' Alberg (vrije trap) 28' Alberg (Ebuehi) 59' Derijck (penalty) 83' | 0 - 1 1 - 1 2 - 1 3 - 1 4 - 1 | 17' Verkoelen | BASISOPSTELLING: Coremans - Malone, Beugelsdijk, Zuiverloon, Kanon - Kristensen , Gehrt, Alberg - Duplan, Havenaar, Gorré WISSELS: 46' Ebuehi Malone 46' Meijers Zuiverloon 46' Korte Havenaar 46' Marengo Gorré 73' Jansen Kristensen 73' Derijck Alberg 73' Owobowale Duplan | BASISOPSTELLING: Vos - N'Defe, Van Weert, Verkoelen, Engberink - Yildirim, Nieuwendaal , Rienstra - Bajic, Van Sonsbeek, Valpoort WISSELS: 46' Kindermans Bajic 60' N. Wormgoor Verkoelen 62' Özçelik Valpoort 62' Van Arnhem Rienstra 70' Coster Engberink 70' Seedorf Yildirim |
| |                                                                                        |                               |               | | |

Afwezig: Bakker, Hansen, Schaken, V. Wormgoor, Zwinkels (rust), Nieuwenhuijs (blessure)

Opmerkelijk: Wilfried Kanon speelde na lange afwezigheid weer een duel in het shirt van ADO. Nando Wormgoor, de broer van ADO-speler Vito Wormgoor, viel in bij RKC Waalwijk.
| Eredivisie 13e speelronde | ADO Den Haag                                             | 2 - 2 (1 - 2)           | Vitesse                                      | Selectie ADO Den Haag: | Selectie Vitesse: (T: Peter Bosz) |
| zo. 22 november 2015 Aanvangstijd: 16:45 uur Plaats: Den Haag Kyocera Stadion Toeschouwers: 12.113 Scheidsrechter: Bas Nijhuis Wedstrijdverslagen: Verslag ADO Verslag FCUpdate | Schaken 33' Bakker 37' Derijck (penalty) 51' Schaken 72' | 0 - 1 1 - 1 1 - 2 2 - 2 | 7' Yeini (Van der Werff) 37' Leerdam (Baker) | BASISOPSTELLING: Hansen - Malone, Wormgoor, Zuiverloon, Meijers - Jansen, Derijck, Bakker - Schaken, Havenaar, Gorré RESERVEBANK: Zwinkels, Ebuehi, Beugelsdijk, Kristensen, Alberg, Marengo, Korte WISSELS: 66' Marengo Gorré 88' Alberg Schaken MOTM: Timothy Derijck | BASISOPSTELLING: Room - Diks, Kasjia , Van der Werff, Leerdam - Baker, Yeini, Qazaishvili - Rashica, Solanke, Oliynyk RESERVEBANK: Velthuizen, Kruiswijk, Achenteh, Lieftink, Osman, Brown, Ibarra WISSELS: 66' Ibarra Rashica 81' Brown Qazaishvili |
| |                                                          |                         |                                              | | |

Afwezig: Duplan (schorsing), Nieuwenhuijs (blessure)

Opmerkelijk: ADO bleef voor de vijfde wedstrijd op rij ongeslagen. Ook scoorde ADO voor de achtste achtereenvolgende wedstrijd. Voorafgaand aan dit duel werd een minuut stilte gehouden in verband met de aanslagen in Parijs negen dagen eerder.
| Eredivisie 14e speelronde | FC Groningen                                                                                             | 2 - 1 (0 - 1)     | ADO Den Haag                                                           | Selectie ADO Den Haag: | Selectie FC Groningen: (T: Erwin van de Looi) |
| zo. 29 november 2015 Aanvangstijd: 14:30 uur Plaats: Groningen Euroborg Toeschouwers: 19.480 Scheidsrechter: Dennis Higler Wedstrijdverslagen: Verslag ADO Verslag FCUpdate | Beugelsdijk (eigen doelpunt) 49' Maduro 63' Rusnák 66' Reijnen 74' Kappelhof 80' Hoesen (De Leeuw) 90+5' | 0 - 1 1 - 1 2 - 1 | 24' Duplan (Meijers) 75' Jansen 87' Meijers 90+2' Hansen 90+5' Derijck | BASISOPSTELLING: Hansen - Malone, Wormgoor, Zuiverloon, Meijers - Jansen, Derijck, Bakker - Schaken, Havenaar, Duplan RESERVEBANK: Zwinkels, Ebuehi, Beugelsdijk, Kristensen, Alberg, Marengo, Korte WISSELS: 46' Beugelsdijk Zuiverloon 46' Marengo Schaken 77' Alberg Jansen | BASISOPSTELLING: Padt - Hateboer, Reijnen, Kappelhof, Burnet - Maduro, Tibbling - Antionia, Drost, Rusnák - De Leeuw RESERVEBANK: Van der Vlag, Payne, Larsen, Tamata, Bacuna, Linssen, Hoesen WISSELS: 62' Hoesen Drost 70' Linssen Antonia 81' Larsen Maduro |
| | |                   |                                                                        | | |

Afwezig: Nieuwenhuijs (blessure)

Opmerkelijk: ADO scoorde voor de negende achtereenvolgende wedstrijd een doelpunt. Voor de derde keer dit seizoen maakte ADO een eigen doelpunt.

#### December
| Eredivisie 15e speelronde | AZ                          | 0 - 1 (0 - 1) | ADO Den Haag                    | Selectie ADO Den Haag: | Selectie AZ: (T: John van den Brom) |
| vr. 4 december 2015 Aanvangstijd: 20:00 uur Plaats: Alkmaar AFAS Stadion Toeschouwers: 13.743 Scheidsrechter: Björn Kuipers Wedstrijdverslagen: Verslag ADO Verslag FCUpdate | Brežančić 69' Johansson 88' | 0 - 1         | 9' Bakker 83' Malone 87' Hansen | BASISOPSTELLING: Hansen - Malone, Wormgoor, Beugelsdijk, Meijers - Jansen, Derijck, Bakker - Duplan, Havenaar, Alberg RESERVEBANK: Zwinkels, Ebuehi, Kanon, Kristensen, Marengo, Korte, Gorré WISSELS: 55' Korte Havenaar | BASISOPSTELLING: Coutinho - Johansson, Rienstra, Van der Linden, Brežančić - Henriksen , El Hamdaoui, Van Overeem - Hupperts, Janssen, Jahanbakhsh RESERVEBANK: Rochet, Hatzidiakos, Ortíz, Haye, Dos Santos, Tankovic, Mühren WISSELS: 41' Ortiz Henriksen 60' Haye Jahanbakhsh 74' Dos Santos Brežančić |
| |                             |               |                                 | | |

Afwezig: Nieuwenhuijs, Schaken, Zuiverloon (blessure)

Opmerkelijk: Mike Havenaar brak tijdens dit duel twee ribben en was tot de winterstop uitgeschakeld. Voor de eerste keer won ADO in het in 2006 geopende AFAS Stadion van AZ. Ook scoorde de Haagse ploeg voor de tiende achtereenvolgende wedstrijd een doelpunt. Wilfried Kanon zat voor het eerst in een jaar tijd weer bij de wedstrijdselectie. AZ-coach John van den Brom werd na 89 minuten van het veld gestuurd.
| Eredivisie 16e speelronde | ADO Den Haag                                   | 1 - 1 (1 - 0) | Willem II                                                                           | Selectie ADO Den Haag: | Selectie Willem II: (T: Jurgen Streppel) |
| za. 12 december 2015 Aanvangstijd: 18:30 uur Plaats: Den Haag Kyocera Stadion Toeschouwers: 11.703 Scheidsrechter: Allard Lindhout Wedstrijdverslagen: Verslag ADO Verslag FCUpdate | Beugelsdijk 23' Jansen (Duplan) 33' Malone 54' | 1 - 0 1 - 1   | 9' Peters 55' Van der Velden (penalty) 60' S. Wuytens 78' Joppen 80' Van der Velden | BASISOPSTELLING: Hansen - Malone, Wormgoor, Beugelsdijk, Meijers - Jansen, Derijck, Bakker - Schaken, Korte, Duplan RESERVEBANK: Zwinkels, Zuiverloon, Kanon, Kristensen, Alberg, Marengo, Gorré WISSELS: 57' Zuiverloon Korte MOTM: Édouard Duplan | BASISOPSTELLING: Lamprou - Van der Struijk, D. Wuytens, Peters , Joppen - Ojo, Falkenburg, S. Wuytens - Živković, Van der Velden, Andersen RESERVEBANK: Meul, Ligeon, Koppers, Altheer, Braber, De Sa, Nemec WISSELS: 68' Nemec Živković 81' Koppers Joppen |
| |                                                |               |                                                                                     | | |

Afwezig: Havenaar, Nieuwenhuijs (blessure)

Opmerkelijk: Dion Malone kreeg een rode kaart wegens het neerhalen van een doorgebroken speler. Ook scoorde de Haagse ploeg voor de elfde achtereenvolgende wedstrijd een doelpunt. Édouard Duplan gaf zijn zevende assist van het seizoen en bleef aan kop in de lijst van 'aangevers' van de Eredivisie.
| Eredivisie 17e speelronde | SC Heerenveen           | 0 - 4 (0 - 1)           | ADO Den Haag | Selectie ADO Den Haag: | Selectie SC Heerenveen: (T: Foppe de Haan) |
| zo. 20 december 2015 Aanvangstijd: 14:30 uur Plaats: Heerenveen Abe Lenstra Stadion Toeschouwers: 23.112 Scheidsrechter: Jeroen Manschot Wedstrijdverslagen: Verslag ADO Verslag FCUpdate | Van Aken 56' Otigba 79' | 0 - 1 0 - 2 0 - 3 0 - 4 | 15' Derijck 21' Meijers (Bakker) 39' Wormgoor 50' Bakker (Jansen) 53' Jansen 60' Meijers 64' Beugelsdijk (Bakker) 90+1' Jansen | BASISOPSTELLING: Hansen - Zuiverloon, Wormgoor, Beugelsdijk, Meijers - Kristensen , Derijck, Jansen, Bakker - Schaken, Duplan RESERVEBANK: Zwinkels, Ebuehi, Kanon, Hevel, Marengo, Korte, Gorré WISSELS: 85' Korte Kristensen 86' Gorré Duplan 88' Hevel Bakker | BASISOPSTELLING: Mulder - Marzo, Otigba, Van Aken, Bijker - Thorsby, St. Juste, Cavlan - Slagveer, Te Vrede, Larsson RESERVEBANK: De Fockert, Van Anholt, Huizing, Buijs, Van den Boomen, Zahovic, Veerman WISSELS: 59' Veerman Bijker 59' Van den Boomen Slagveer 73' Zahovic Thorsby |
| |                         |                         | | | |

Afwezig: Malone (schorsing), Alberg, Havenaar, Nieuwenhuijs (blessure)

Opmerkelijk: ADO behaalde de grootste overwinning van het seizoen en scoorde voor de twaalfde Eredivisie-wedstrijd op rij.

#### Januari
| Eredivisie 18e speelronde | ADO Den Haag                        | 0 - 1 (0 - 1) | Ajax                            | Selectie ADO Den Haag: | Selectie Ajax: (T: Frank de Boer) |
| zo. 17 januari 2016 Aanvangstijd: 12:30 uur Plaats: Den Haag Kyocera Stadion Toeschouwers: 14.561 Scheidsrechter: Van Boekel Wedstrijdverslagen: Verslag ADO Verslag FCUpdate | Schaken 56' Havenaar 77' Bakker 84' | 0 - 1         | 21' Younes (Veltman) 44' Bazoer | BASISOPSTELLING: Hansen - Zuiverloon, Wormgoor , Beugelsdijk, Kanon - Jansen, Derijck, Bakker - Schaken, Havenaar, Duplan RESERVEBANK: Zwinkels, Malone, Ebuehi, Kristensen, Marengo, Korte, Gorré WISSELS: 65' Marengo Schaken 85' Malone Wormgoor | BASISOPSTELLING: Cillessen - Tete, Veltman , Riedewald, Dijks - Bazoer, Van de Beek, Gudelj - Fischer, Milik, Younes RESERVEBANK: Boer, Van der Hoorn, Viergever, Sinkgraven, Serero, Schöne, El Ghazi WISSELS: 82' Sinkgraven Van de Beek 83' El Ghazi Milik 87' Schöne Younes |
| |                                     |               |                                 | | |

Afwezig: Meijers, Nieuwenhuijs (blessure)

Opmerkelijk: De langdurig geblesseerde Wilfried Kanon speelde zijn eerste Eredivisie-wedstrijd sinds 21 februari 2015. De wedstrijd werd ontsierd door verschillende spreekkoren richting Riechedly Bazoer. De wedstrijd werd niet gestaakt; de KNVB gaf ADO achteraf wel een boete van 10.000 euro.
| Eredivisie 19e speelronde | ADO Den Haag                                     | 2 - 1 (0 - 1)     | SC Cambuur                                                                     | Selectie ADO Den Haag: | Selectie SC Cambuur: (T: Henk de Jong) |
| zo. 24 januari 2016 Aanvangstijd: 16:45 uur Plaats: Den Haag Kyocera Stadion Toeschouwers: 10.342 Scheidsrechter: Serdar Gözübüyük Wedstrijdverslagen: Verslag ADO Verslag FCUpdate | Zuiverloon 34' Havenaar (Kanon) 53' Havenaar 56' | 0 - 1 1 - 1 2 - 1 | 6' Lachman 14' Van de Streek (Ogbeche) 30' Peersman 35' Monteiro 38' E. Bakker | BASISOPSTELLING: Hansen - Malone, Beugelsdijk , Zuiverloon, Kanon - Jansen, Derijck, D. Bakker - Schaken, Havenaar, Duplan RESERVEBANK: Zwinkels, Ebuehi, Kristensen, Hevel, Marengo, Korte, Gorré WISSELS: 46' Marengo Jansen 90' Kristensen Schaken MOTM: Wilfried Kanon | BASISOPSTELLING: Nienhuis - Peersman, Lachman, Van der Laan, Andriuškevičius - Monteiro, E. Bakker , Byrne - Rosheuvel, Ogbeche, Van de Streek RESERVEBANK: Zeinstra, Dammers, Hiariej, Overgoor, Berisha, Narsingh, Barto WISSELS: 43' Hiariej E. Bakker 65' Narsingh Van der Laan 79' Barto Monteiro |
| |                                                  |                   |                                                                                | | |

Afwezig: Wormgoor (ziek), Meijers, Nieuwenhuijs (blessure)
| Eredivisie 20e speelronde | De Graafschap                                                                          | 3 - 1 (0 - 1)           | ADO Den Haag                                  | Selectie ADO Den Haag: | Selectie De Graafschap: (T: Jan Vreman) |
| wo. 27 januari 2016 Aanvangstijd: 19:45 uur Plaats: Doetinchem De Vijverberg Toeschouwers: 9.763 Scheidsrechter: Martin van den Kerkhof Wedstrijdverslagen: Verslag ADO Verslag FCUpdate | Vermeij (Smeets) 69' Vida 74' Vermeij 77' Tarfi 78' Driver 80' Peters (El Jebli) 90+1' | 0 - 1 1 - 1 2 - 1 3 - 1 | 9' Havenaar (Derijck) 83' Bakker 90+1' Duplan | BASISOPSTELLING: Hansen - Malone, Beugelsdijk , Zuiverloon, Kanon - Jansen, Derijck, Bakker - Schaken, Havenaar, Duplan RESERVEBANK: Zwinkels, Ebuehi, Meijers, Kristensen, Marengo, Korte, Gorré WISSELS: 71' Marengo Schaken 81' Korte Jansen | BASISOPSTELLING: Jurjus - Straalman, Pröpper, Van de Pavert , Çiçek - Diemers, Tarfi, Vida, Smeets - Peters, Vermeij RESERVEBANK: Verstappen, Linthorst, Kaak, Driver, Menting, El Jebli, Kabasele WISSELS: 68' Driver Çiçek 71' Kaak Diemers 88' El Jebli Smeets |
| |                                                                                        |                         |                                               | | |

Afwezig: Wormgoor (ziek), Nieuwenhuijs (blessure)

Opmerkelijk: Kevin Jansen en Mike Havenaar speelden beiden hun 100e Eredivisie-wedstrijd.
| Eredivisie 21e speelronde | Feyenoord                     | 0 - 2 (0 - 1) | ADO Den Haag                                                    | Selectie ADO Den Haag: | Selectie Feyenoord: (T: Giovanni van Bronckhorst) |
| zo. 31 januari 2016 Aanvangstijd: 14:30 uur Plaats: Rotterdam De Kuip Toeschouwers: 47.500 Scheidsrechter: Serdar Gözübüyük Wedstrijdverslagen: Verslag ADO Verslag FCUpdate | Başacıkoğlu 38' El Ahmadi 67' | 0 - 1 0 - 2   | 41' Jansen (Havenaar) 43' Zuiverloon 59' Zuiverloon 73' Marengo | BASISOPSTELLING: Hansen - Zuiverloon, Wormgoor , Beugelsdijk, Meijers - Jansen, Derijck, Bakker - Schaken, Havenaar, Marengo RESERVEBANK: Zwinkels, Malone, Ebuehi, Kanon, Kristensen, Gehrt, Korte WISSELS: 75' Korte Marengo 76' Malone Zuiverloon 87' Kanon Meijers | BASISOPSTELLING: Vermeer - Karsdorp, Botteghin, Van der Heijden, Kongolo - El Ahmadi, Gustafson, Vilhena - Başacıkoğlu, Kuyt , Elia RESERVEBANK: Hansson, Nieuwkoop, Van Beek, Nelom, Vejinović, Toornstra, Achahbar WISSELS: 62' Achahbar Başacıkoğlu 67' Van Beek Botteghin 75' Vejinović Gustafson |
| |                               |               |                                                                 | | |

Afwezig: Duplan (schorsing), Nieuwenhuijs (blessure)

Opmerkelijk: Voor het eerst sinds het seizoen 2005/06 won ADO Den Haag twee keer in één jaargang van Feyenoord in de Eredivisie.

#### Februari
| Eredivisie 22e speelronde | ADO Den Haag                                            | 2 - 2 (1 - 1)           | Roda JC Kerkrade                                                      | Selectie ADO Den Haag: | Selectie Roda JC Kerkrade: (T: Darije Kalezić) |
| za. 6 februari 2016 Aanvangstijd: 18:30 uur Plaats: Den Haag Kyocera Stadion Toeschouwers: 11.349 Scheidsrechter: Siemen Mulder Wedstrijdverslagen: Verslag ADO Verslag FCUpdate | Jansen 20' Wormgoor 39' Derijck (Duplan) 53' Jansen 60' | 1 - 0 1 - 1 2 - 1 2 - 2 | 45' Van Hyfte (Gullón) 55' Gullón 78' İnceman 81' Peterson (Van Leer) | BASISOPSTELLING: Hansen - Zuiverloon, Wormgoor, Beugelsdijk, Meijers - Jansen, Derijck, Bakker - Schaken, Havenaar, Duplan RESERVEBANK: Zwinkels, Malone, Kanon, Kristensen, Ebecilio, Marengo, Korte WISSELS: 73' Ebecilio Jansen 78' Marengo Schaken 87' Korte Bakker MOTM: Édouard Duplan | BASISOPSTELLING: Van Leer - Milec, Buijs , Swinkels, Van Peppen - Gullón, Zhukov, İnceman, Van Hyfte - Poepon, Van Duinen RESERVEBANK: Verbist, Dijkhuizen, Faik, Noor, Rutjes, Peterson, Ngombo WISSELS: 42' Faik Van Peppen 69' Peterson Zhukov 77' Ngombo Milec |
| |                                                         |                         |                                                                       | | |

Afwezig: Gehrt, Nieuwenhuijs (blessure)

Opmerkelijk: Kyle Ebecilio maakte zijn debuut voor ADO Den Haag. Oud-ADO-spelers Mike van Duinen en Rydell Poepon stonden beiden in de spits bij Roda JC Kerkrade.
| Eredivisie 23e speelronde | SBV Excelsior                                                            | 2 - 4 (1 - 1)                       | ADO Den Haag                                                                                             | Selectie ADO Den Haag: | Selectie SBV Excelsior: (T: Alfons Groenendijk) |
| zo. 14 februari 2016 Aanvangstijd: 14:30 uur Plaats: Rotterdam Woudestein Toeschouwers: 3.519 Scheidsrechter: Ed Janssen Wedstrijdverslagen: Verslag ADO Verslag FCUpdate | Van Weert (Auassar) 24' Auassar 41' Van Weert (Elbers) 69' Vermeulen 73' | 0 - 1 1 - 1 2 - 1 2 - 2 2 - 3 2 - 4 | 9' Jansen 41' Duplan 78' Van der Heijden (Havenaar) 86' Van der Heijden (Havenaar) 89' Havenaar (Duplan) | BASISOPSTELLING: Hansen - Malone, Wormgoor, Beugelsdijk, Meijers - Jansen, Derijck, Bakker - Schaken, Havenaar, Duplan RESERVEBANK: Zwinkels, Ebuehi, Kanon, Kristensen, Ebecilio, Marengo, Van der Heijden WISSELS: 46' Marengo Schaken 70' Ebecilio Derijck 77' Van der Heijden Wormgoor | BASISOPSTELLING: Kurto - Bovenberg, Fischer , Drost, Karami - Bruins, Kruys, Vermeulen - Kuwas, Van Weert, Auassar RESERVEBANK: Muyters, Doekhi, Kuipers, Stans, Elbers, Hemmen, Van Mieghem WISSELS: 13' Elbers Kuwas 16' Muyters Kurto 86' Van Mieghem Bruins |
| |                                                                          |                                     | | | |

Afwezig: Gehrt, Korte, Nieuwenhuijs, Zuiverloon (blessure)

Opmerkelijk: Dennis van der Heijden maakte zijn ADO-debuut. De 18-jarige spits scoorde maar liefst twee keer. Van der Heijden is hiermee de eerste Haagse debutant die meer dan één keer scoort sinds Dmitri Boelykin in 2010. Ook maakte Van der Heijden zijn eerste doelpunt na 26 seconden, dit leverde de snelste Eredivisie-goal van het seizoen op die door een invaller gemaakt werd. Verder scoorde Kevin Jansen voor de derde wedstrijd op rij, leverde Édouard Duplan zijn negende assist in de Eredivisie en scoorde ADO voor de tiende achtereenvolgende uitwedstrijd. Mike Havenaar maakte zijn twaalfde doelpunt van het seizoen; voor de Japanse spits een seizoensrecord. Daarnaast reden zo'n 100 ADO-fans op de fiets vanuit Den Haag naar Rotterdam om geld op te halen voor Stichting ALS.
| Eredivisie 24e speelronde | ADO Den Haag                | 0 - 2 (0 - 1) | PEC Zwolle                                                      | Selectie ADO Den Haag: | Selectie PEC Zwolle: (T: Ron Jans) |
| vr. 19 februari 2016 Aanvangstijd: 20:00 uur Plaats: Den Haag Kyocera Stadion Toeschouwers: 3.519 Scheidsrechter: Jeroen Manschot Wedstrijdverslagen: Verslag ADO Verslag FCUpdate | Meijers 31' Beugelsdijk 48' | 0 - 1 0 - 2   | 27' Ehizibue 44' Dekker (Veldwijk) 90+1' Veldwijk (Schenkeveld) | BASISOPSTELLING: Hansen - Malone, Wormgoor, Beugelsdijk, Meijers - Jansen, Derijck, Bakker - Marengo, Havenaar, Duplan RESERVEBANK: Zwinkels, Ebuehi, Kanon, Kristensen, Ebecilio, Korte, Van der Heijden WISSELS: 60' Ebecilio Wormgoor 72' Van der Heijden Marengo 73' Kanon Derijck | BASISOPSTELLING: Van der Hart - Marcellis , Lam, Bouy, Schenkeveld - Brama, Dekker - Ehizibue, Marinus, Menig - Veldwijk RESERVEBANK: De Jong, Bruintjes, Evre, Thomas, Rasevic, Tanda, Nijland WISSELS: 83' Nijland Ehizibue 90+1' Tanda Menig |
| |                             |               |                                                                 | | |

Afwezig: Schaken (ziek), Gehrt, Nieuwenhuijs, Zuiverloon (blessure)
| Eredivisie 25e speelronde | PSV                                                                   | 2 - 0 (0 - 0) | ADO Den Haag                                             | Selectie ADO Den Haag: | Selectie PSV: (T: Phillip Cocu) |
| za. 27 februari 2016 Aanvangstijd: 19:45 uur Plaats: Eindhoven Philips Stadion Toeschouwers: 33.500 Scheidsrechter: Dennis Higler Wedstrijdverslagen: Verslag ADO Verslag FCUpdate | Arias 42' Willems 65' Van Ginkel (Locadia) 72' De Jong (Guardado) 82' | 0 - 1 0 - 2   | 6' Malone 52' Ebecilio 54' Derijck 71' Ebuehi 81' Bakker | BASISOPSTELLING: Hansen - Malone, Wormgoor , Beugelsdijk, Ebuehi - Jansen, Derijck, Ebecilio, Bakker - Havenaar, Duplan RESERVEBANK: Zwinkels, Zuiverloon, Kristensen, Hevel, Schaken, Marengo, Owobowale WISSELS: 64' Schaken Ebecilio 75' Zuiverloon Wormgoor 83' Marengo Derijck | BASISOPSTELLING: Zoet - Arias, Bruma, Moreno, Willems - Pröpper, Guardado, Van Ginkel - Pereiro, De Jong , Locadia RESERVEBANK: Pasveer, Brenet, Isimat-Mirin, Hendrix, Schaars, Narsingh, Lestienne WISSELS: 70' Lestienne Pereiro 70' Brenet Willems 85' Isimat-Mirin Locadia |
| |                                                                       |               |                                                          | | |

Afwezig: Meijers (schorsing), Gehrt, Kanon, Nieuwenhuijs (blessure)

#### Maart
| Eredivisie 26e speelronde | ADO Den Haag                                  | 2 - 1 (1 - 0)     | FC Twente                                 | Selectie ADO Den Haag: | Selectie FC Twente: (T: René Hake) |
| vr. 4 maart 2016 Aanvangstijd: 20:00 uur Plaats: Den Haag Kyocera Stadion Toeschouwers: 13.128 Scheidsrechter: Kevin Blom Wedstrijdverslagen: Verslag ADO Verslag FCUpdate | Kristensen (Meijers) 2' Derijck (penalty) 52' | 1 - 0 2 - 0 2 - 1 | 51' Uvini 74' Ziyech 80' Ziyech (Mokotjo) | BASISOPSTELLING: Hansen - Ebuehi, Beugelsdijk, Kanon, Meijers - Jansen, Derijck, Kristensen - Marengo, Havenaar, Duplan RESERVEBANK: Zwinkels, Zuiverloon, Ebecilio, Hevel, Korte, Van der Heijden, Owobowale WISSELS: 79' Ebecilio Kristensen 82' Korte Marengo 83' Van der Heijden Havenaar MOTM: Thomas Kristensen | BASISOPSTELLING: Marsman - Ter Avest, Andersen, Uvini, Van der Lely - Mokotjo, Ziyech , Gutiérrez - Ede, El Azzouzi, Cabral RESERVEBANK: Drommel, Bijen, Schilder, Van der Heyden, Agyepong, Zawada, Hölscher WISSELS: 66' Agyepong Ede 77' Zawada El Azzouzi |
| |                                               |                   |                                           | | |

Afwezig: Bakker, Malone (schorsing), Gehrt, Nieuwenhuijs, Schaken, Wormgoor (blessure)

Opmerkelijk: Het doelpunt van Thomas Kristensen was de 200ste Eredivisie-goal van ADO Den Haag gemaakt in het Kyocera Stadion.
| Eredivisie 27e speelronde | FC Utrecht                                                         | 2 - 2 (2 - 0)           | ADO Den Haag                                                                                     | Selectie ADO Den Haag: | Selectie FC Utrecht: (T: Erik ten Hag) |
| zo. 13 maart 2016 Aanvangstijd: 12:30 uur Plaats: Utrecht Stadion Galgenwaard Toeschouwers: 14.164 Scheidsrechter: Siemen Mulder Wedstrijdverslagen: Verslag ADO Verslag FCUpdate | Strieder 16' Haller (Strieder) 23' Boymans (Ludwig) 42' Ligeon 45' | 1 - 0 2 - 0 2 - 1 2 - 2 | 15' Meijers 48' Bakker (vrije trap) 51' Kanon 63' Havenaar (Duplan) 65' Beugelsdijk 88' Ebecilio | BASISOPSTELLING: Hansen - Ebuehi, Beugelsdijk, Kanon, Meijers - Jansen, Derijck, Kristensen , Bakker - Havenaar, Duplan RESERVEBANK: Zwinkels, Malone, Zuiverloon, Ebecilio, Schaken, Korte, Van der Heijden WISSELS: 62' Schaken Kristensen 74' Ebecilio Bakker 85' Zuiverloon Kanon | BASISOPSTELLING: Ruiter - Van der Maarel, Leeuwin, Letschert, Kum - Strieder, Ramselaar, Ludwig, Janssen - Boymans, Haller RESERVEBANK: Bednarek, Ligeon, Troupée, Amrabat, Barazite, Rubin, Joosten WISSELS: 14' Ligeon Letschert 72' Barazite Janssen |
| |                                                                    |                         |                                                                                                  | | |

Afwezig: Marengo (ziek), Gehrt, Nieuwenhuijs, Wormgoor (blessure)
| Eredivisie 28e speelronde | ADO Den Haag | 1 - 0 (0 - 0) | NEC Nijmegen            | Selectie ADO Den Haag: | Selectie NEC Nijmegen: (T: Ernest Faber) |
| zo. 20 maart 2016 Aanvangstijd: 14:30 uur Plaats: Den Haag Kyocera Stadion Toeschouwers: 10.784 Scheidsrechter: Martin van den Kerkhof Wedstrijdverslagen: Verslag ADO Verslag FCUpdate | Malone 89'   | 1 - 0         | 40' Van Eijden 90' Foor | BASISOPSTELLING: Hansen - Ebuehi, Beugelsdijk, Kanon, Meijers - Jansen, Derijck, Kristensen , Bakker - Havenaar, Duplan RESERVEBANK: Zwinkels, Malone, Zuiverloon, Ebecilio, Marengo, Korte, Van der Heijden WISSELS: 57' Marengo Kristensen 79' Malone Bakker 83' Van der Heijden Havenaar MOTM: Édouard Duplan | BASISOPSTELLING: Jones - Kane, Đumić, Van Eijden , Woudenberg - Appiah, Breinburg, Foor - Limbombe, Grot, Sleegers RESERVEBANK: Van Duin, Golla, Leiwakabessy, Bikel, Ritzmaier, Çelik, Roman WISSELS: 70' Ritzmaier Grot |
| |              |               |                         | | |

Afwezig: Gehrt, Nieuwenhuijs, Schaken, Wormgoor (blessure)

Opmerkelijk: In het hierna volgende interlandweekend werden Danny Bakker (Jong Oranje), Hector Hevel (Beloften Oranje), Mike Havenaar (Japan) en Wilfried Kanon (Ivoorkust) opgeroepen door hun land.

#### April
| Eredivisie 29e speelronde | ADO Den Haag | 0 - 1 (0 - 0) | FC Groningen                                                           | Selectie ADO Den Haag: | Selectie FC Groningen: (T: Erwin van de Looi) |
| zo. 3 april 2016 Aanvangstijd: 14:30 uur Plaats: Den Haag Kyocera Stadion Toeschouwers: 11.891 Scheidsrechter: Bas Nijhuis Wedstrijdverslagen: Verslag ADO Verslag FCUpdate |              | 0 - 1         | 30' De Leeuw 61' Burnet 76' Lindgren (vrije trap) 84' Padt 89' Sørloth | BASISOPSTELLING: Hansen - Ebuehi, Beugelsdijk, Kanon, Meijers - Jansen, Derijck, Bakker - Schaken, Havenaar, Duplan RESERVEBANK: Zwinkels, Malone, Zuiverloon, Kristensen, Ebecilio, Marengo, Van der Heijden WISSELS: 46' Marengo Derijck 76' Van der Heijden Ebuehi 80' Malone Jansen MOTM: Ruben Schaken | BASISOPSTELLING: Padt - Hateboer, Reijnen, Lindgren, Burnet - Bacuna, Maduro, Tibbling, Drost, Rusnák - De Leeuw RESERVEBANK: Van der Vlag, De Vos, Payne, Tamata, Idrissi, Hoesen, Sørloth WISSELS: 58' Sørloth Bacuna 74' Tamata Burnet 85' Payne Rusnák |
| |              |               |                                                                        | | |

Afwezig: Gehrt, Nieuwenhuijs, Wormgoor (blessure)

Opmerkelijk: Voorafgaand aan deze wedstrijd werd er een minuut stilte gehouden wegens het overleden van de Nederlandse voetballegende Johan Cruijff.
| Eredivisie 30e speelronde | Vitesse                                                        | 2 - 2 (1 - 1)           | ADO Den Haag                                              | Selectie ADO Den Haag: | Selectie Vitesse: (T: Rob Maas) |
| za. 9 april 2016 Aanvangstijd: 19:45 uur Plaats: Arnhem GelreDome Toeschouwers: 16.298 Scheidsrechter: Jochem Kamphuis Wedstrijdverslagen: Verslag ADO Verslag FCUpdate | Yeini 22' Kasjia (Baker) 35' Oliynyk 89' Oliynyk (Nakamba) 90' | 0 - 1 1 - 1 1 - 2 2 - 2 | 7' Havenaar 52' Jansen 63' Van der Werff (eigen doelpunt) | BASISOPSTELLING: Hansen - Ebuehi, Beugelsdijk, Kanon, Meijers - Jansen, Derijck, Bakker - Schaken, Havenaar, Duplan RESERVEBANK: Zwinkels, Zuiverloon, Wormgoor, Kristensen, Ebecilio, Marengo, Van der Heijden WISSELS: 61' Kristensen Bakker 83' Marengo Duplan 89' Van der Heijden Havenaar | BASISOPSTELLING: Room - Diks, Kasjia , Van der Werff, Ota - Baker, Yeini, Nakamba - Rashica, Solanke, Qazaishvili RESERVEBANK: Velthuizen, Oude Kotte, Lieftink, Osman, Ibarra, Zhang, Oliynyk WISSELS: 77' Ibarra Rashica 80' Oliynyk Van der Werff |
| |                                                                |                         |                                                           | | |

Afwezig: Gehrt, Nieuwenhuijs (blessure)
| Eredivisie 31e speelronde | Willem II  | 0 - 2 (0 - 1) | ADO Den Haag                                                                       | Selectie ADO Den Haag: | Selectie Willem II: (T: Jurgen Streppel) |
| zo. 17 april 2016 Aanvangstijd: 14:30 uur Plaats: Tilburg Koning Willem II-stadion Toeschouwers: 13.100 Scheidsrechter: Ed Janssen Wedstrijdverslagen: Verslag ADO Verslag FCUpdate | Peters 50' | 0 - 1 0 - 2   | 20' Havenaar (Schaken) 51' Bakker 59' Van der Struijk (eigen doelpunt) 67' Meijers | BASISOPSTELLING: Zwinkels - Ebuehi, Beugelsdijk, Kanon, Meijers - Kristensen, Derijck, Bakker - Schaken, Havenaar, Duplan RESERVEBANK: Coremans, Zuiverloon, Wormgoor, Ebecilio, Hevel, Korte, Marengo WISSELS: 80' Marengo Schaken 89' Hevel Duplan 90+1' Korte Havenaar | BASISOPSTELLING: Lamprou - Van der Struijk, Wuytens, Peters , Joppen - Ojo, Falkenburg, Achenteh - Ondaan, Van der Velden, Andersen RESERVEBANK: Meul, Heerkens, Haemhouts, Braber, Andrade, Nemec, Kawaya WISSELS: 46' Haemhouts Achenteh 59' Nemec Van der Velden 71' Andrade Andersen |
| |            |               |                                                                                    | | |

Afwezig: Jansen (schorsing), Gehrt, Hansen, Van der Heijden, Nieuwenhuijs (blessure)

Opmerkelijk: Voor de tweede wedstrijd op rij maakte de tegenstander van ADO een eigen doelpunt.
| Eredivisie 32e speelronde | ADO Den Haag                         | 1 - 2 (1 - 1)     | AZ                                                                                | Selectie ADO Den Haag: | Selectie AZ: (T: John van den Brom) |  |  |  |  |  |
| do. 21 april 2016 Aanvangstijd: 18:30 uur Plaats: Den Haag Kyocera Stadion Toeschouwers: 13.128 Scheidsrechter: Siemen Mulder Wedstrijdverslagen: Verslag ADO Verslag FCUpdate | Beugelsdijk (Duplan) 30' Schaken 32' | 0 - 1 1 - 1 1 - 2 | 21' Dos Santos (Van Overeem) 62' S. Wuytens 65' Henriksen (Rienstra) 84' Tankovic | BASISOPSTELLING: Hansen - Ebuehi, Beugelsdijk, Kanon, Meijers - Jansen, Derijck, Bakker - Schaken, Havenaar, Duplan RESERVEBANK: Zwinkels, Zuiverloon, Wormgoor, Kristensen, Ebecilio, Marengo, Van der Heijden WISSELS: 61' Kristensen Bakker 83' Marengo Duplan 89' Van der Heijden Havenaar MOTM: Tom Beugelsdijk | BASISOPSTELLING: Rochet - Johansson, Vlaar, S. Wuytens, Haps - Henriksen , Rienstra, Van Overeem - Jahanbakhsh, Janssen, Dos Santos RESERVEBANK: Coutinho, Luckassen, Ortíz, Haye, Tankovic, Mühren, Levi Garcia WISSELS: 61' Tankovic Jahanbakhsh 80' Luckassen Dos Santos |  |  |  |  |  |

Afwezig: Gehrt, Nieuwenhuijs (blessure)

#### Mei
| Eredivisie 33e speelronde | Heracles Almelo    | 1 - 1 (0 - 0) | ADO Den Haag                                 | Selectie ADO Den Haag: | Selectie Heracles Almelo: (T: John Stegeman) |
| zo. 01 mei 2016 Aanvangstijd: 14:30 uur Plaats: Almelo Polman Stadion Toeschouwers: 11.681 Scheidsrechter: Jeroen Manschot Wedstrijdverslagen: Verslag ADO Verslag FCUpdate | Gladon (Zomer) 88' | 0 - 1 1 - 1   | 31' Bakker 68' Duplan (Korte) 90+3' Havenaar | BASISOPSTELLING: Hansen - Ebuehi, Beugelsdijk, Kanon, Meijers - Jansen, Kristensen , Bakker - Duplan - Van der Heijden, Havenaar RESERVEBANK: Zwinkels, Zuiverloon, Derijck, Ebecilio, Hevel, Korte, Owobowale WISSELS: 46' Korte Van der Heijden 58' Derijck Bakker 83' Zuiverloon Duplan | BASISOPSTELLING: Castro - Gosens, Zomer, Bosz, Fledderus - Bruns, Pelupessy, Bel Hassani - Navrátil, Weghorst, Van Ooijen RESERVEBANK: Fij, Breukers, Hoogma, Heerkes, Kada, Gladon, Darri WISSELS: 72' Breukers Fledderus 75' Kada Navrátil 88' Gladon Bel Hassani |
| |                    |               |                                              | | |

Afwezig: Schaken (schorsing), Gehrt, Malone, Marengo, Nieuwenhuijs, Wormgoor (blessure)

Opmerkelijk: Édouard Duplan maakte de 28e goal in een uitwedstrijd dit seizoen; het hoogste aantal uitdoelpunten in de Eredivisie voor ADO sinds het seizoen 1966/67.
| Eredivisie 34e speelronde | ADO Den Haag                      | 1 - 1 (1 - 0) | SC Heerenveen                                   | Selectie ADO Den Haag: | Selectie SC Heerenveen: (T: Foppe de Haan) |
| zo. 08 mei 2016 Aanvangstijd: 14:30 uur Plaats: Den Haag Kyocera Stadion Toeschouwers: 12.753 Scheidsrechter: Kevin Blom Wedstrijdverslagen: Verslag ADO Verslag FCUpdate | Havenaar (penalty) 31' Bakker 65' | 1 - 0 1 - 1   | 30' Cavlan 51' Te Vrede (Slagveer) 83' Slagveer | BASISOPSTELLING: Hansen - Ebuehi, Beugelsdijk, Kanon, Meijers - Jansen, Bakker, Hevel - Schaken, Havenaar, Duplan RESERVEBANK: Coremans, Zuiverloon, Derijck, Ebecilio, Korte, Van der Heijden, Owobowale WISSELS: 64' Derijck Hevel 64' Korte Schaken 79' Van der Heijden Jansen MOTM: Wilfried Kanon | BASISOPSTELLING: Mulder - Marzo, Otigba, Van Aken, Cavlan - Zeneli, St. Juste, Van den Boomen - Slagveer, Te Vrede, Larsson RESERVEBANK: De Fockert, Schoop, Van Koesveld, Huizing, Thorsby, Zahovic, Veerman WISSELS: 69' Zahovic Zeneli 86' Veerman Te Vrede |
| |                                   |               |                                                 | | |

Afwezig: Gehrt, Kristensen, Malone, Marengo, Nieuwenhuijs, Wormgoor (blessure)

Opmerkelijk: ADO Den Haag eindigde met het dertiende gelijkspel dit seizoen op de elfde plaats. Mike Havenaar maakte deze Eredivisie-jaargang 16 doelpunten en kreeg de Karel Jansen-trofee voor topscorer van het seizoen. Tyronne Ebuehi werd verkozen tot het beste talent, Édouard Duplan werd verkozen tot 'Speler van het Jaar'. Duplan gaf bovendien elf assists dit competitieseizoen; het hoogste aantal assists van alle spelers in de gehele Eredivisie.

## Voetnoten
ADO Den Haag ·
Ajax ·
AZ ·
SC Cambuur ·
Excelsior ·
Feyenoord ·
De Graafschap ·
FC Groningen ·
sc Heerenveen ·
Heracles Almelo ·
N.E.C. ·
PEC Zwolle · 
PSV ·
Roda JC Kerkrade ·
FC Twente ·
FC Utrecht ·
Vitesse ·
Willem II